# Мотоцикл
Мотоци́кл (фр. motocycle, от лат. mōtor — приводящий в движение и греч. κύκλος — круг, колесо) — как правило, двухколёсное (реже — трёхколёсное) транспортное средство с двигателем (внутреннего сгорания, электрическим, пневматическим), главными отличительными чертами которого являются вертикальная посадка водителя (мотоциклиста), наличие боковых ножных упоров (площадок, подножек) и прямое (безредукторное) управление передним поворотным колесом.

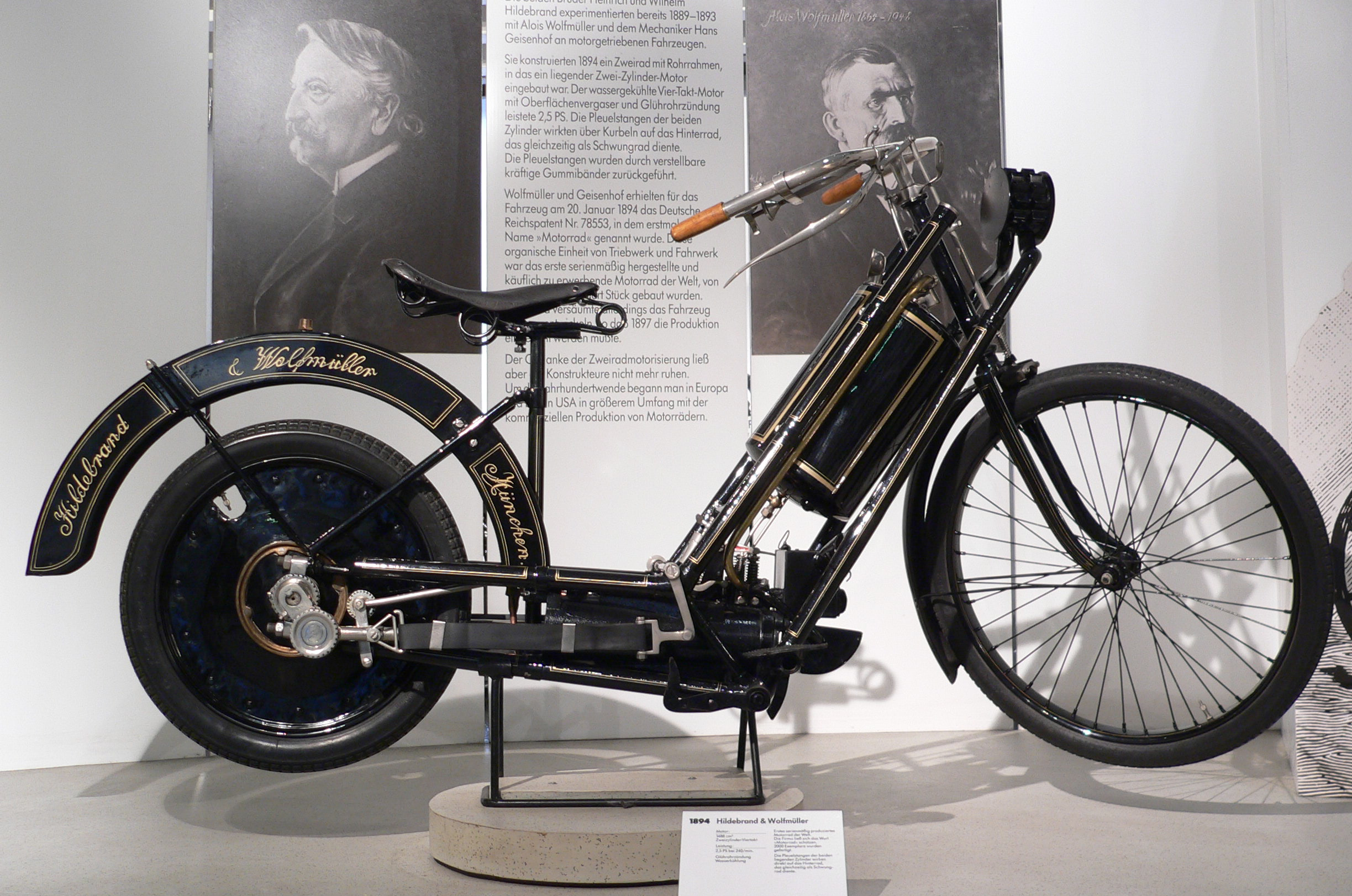
Первый в мире серийный мотоцикл — Hildebrand & Wolfmüller

В 1885 году Готтлиб Даймлер и Вильгельм Майбах построили «моторный велосипед» Daimler Reitwagen, тем самым создав первый в мире мотоцикл оснащённый двигателем внутреннего сгорания, работающем на продуктах нефтепереработки.
Первым в мире серийным мотоциклом стал Hildebrand & Wolfmüller выпущенный в 1894 году.
Классические мотоциклы включают в себя двухколёсные, двухколёсные с боковой коляской, и трёхколёсные; в начале XXI века стали набирать популярность квадроциклы. Мотоциклы также подразделяются по своей конструкции и размерам: мопеды, мокики (имеют небольшой размер двигателя, как правило до 50 см³) мотороллеры или скутеры (закрытый пластиком двигатель, расположенный под сиденьем водителя и площадки для ног), и собственно мотоциклы различных типов: классические, крузеры, туреры, спортивные, шоссейные, кроссовые, эндуро, чопперы, Cafe racer.
Также существуют мототакси на базе мотоциклов или мотороллеров.

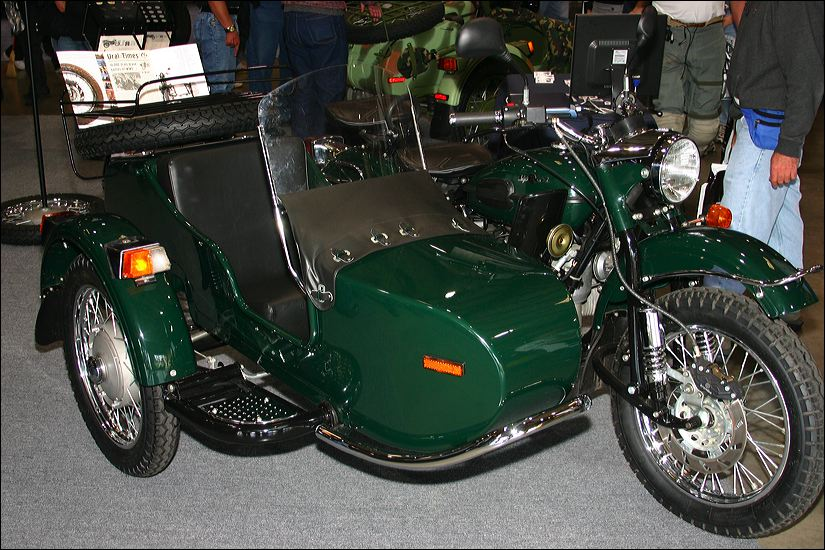
Классический мотоцикл с коляской «Урал», СССР

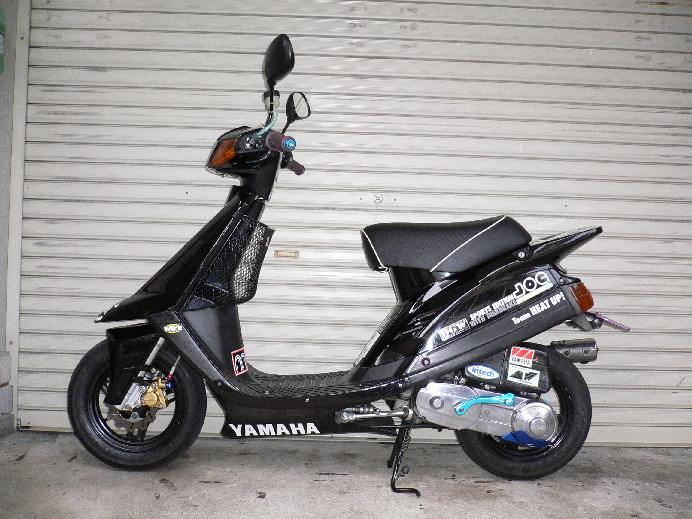
Скутер Yamaha Jog 1995 года

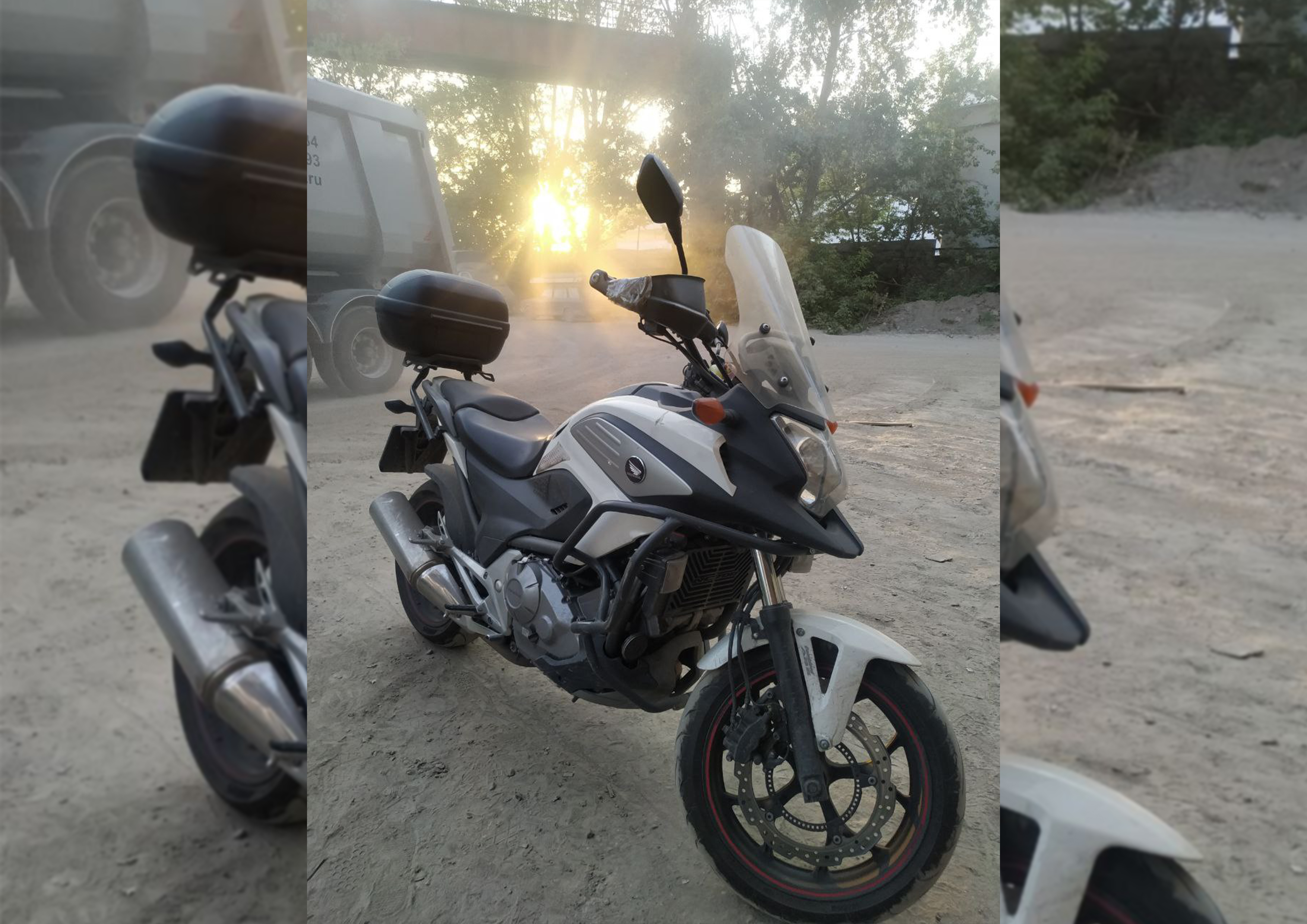
Honda Игорь series

## Конструкция
Несущей конструкцией мотоцикла является рама, как правило она выполняется сварной. На раме крепятся все детали: задняя подвеска, топливный бак, вилка с передней подвеской, двигатель и трансмиссия. На вилке располагаются руль, фара и, в большинстве случаев, контрольно-измерительные приборы: спидометр, тахометр, указатель уровнемера топливного бака, термометры масла (для четырёхтактных двигателей), охлаждающей жидкости (при наличии водяного охлаждения), уровнемер охлаждающей жидкости. Во всех мотоциклах (кроме электрических, где используются мотор-колёса) крутящий момент передаётся только на заднее колесо, для передачи крутящего момента чаще всего используется цепь, в некоторых вариантах — карданный вал и коническая зубчатая передача, закрытые корпусом для защиты от загрязнения и попадания влаги, ухуджающих свойства смазочных материалов, особенно предназначенных для применения в таких высоконагруженных узлах. На большинстве мотоциклов в качестве трансмиссии используется механическая коробка передач, также возможно использование вариаторов, то есть бесступенчатой передачи, позволяющей осуществлять плавное переключение между скоростями.
Рукоятки руля совмещены с управлением дроссельной заслонкой двигателя и переключателем скоростей и могут поворачиваться, также над ними находятся ручки для управления тормозами, как правило в мотоциклах суппорта тормозов приводятся гидравлически, а ручки тормозов совмещены соответственно с поршнем, управление передним и задним тормозом — раздельное, на каждом из двух колёс имеется дисковый тормоз, состоящий соответственно из суппорта и тормозного диска, жёстко установленного непосредственно на колесе. Двигатели на мотоциклах — поршневые внутреннего сгорания, могут применяться двухтактные и четырёхтактные, одно- и многоцилиндровые (чаще всего двухцилиндровые), по компоновке бывают V-образные, рядные и горизонтально-оппозитные. Рядные двигатели как правило оснащаются системой водяного охлаждения, в то время как оппозитные и V-образные (V-twin) — воздушным охлаждением.
Система водяного охлаждения соответственно состоит из водяных рубашек двигателя, расширительного бака, циркуляционного центробежного насоса с механическим приводом от двигателя, радиатора воздушного охлаждения (жидкостно-воздушного теплообменника), термостата и электрического мотор-вентилятора постоянного тока, оснащённого также биметаллическим термореле, однако для некоторых вариантов предусмотрена возможность включить вентилятор вручную специальным выключателем независимо от положения термореле. Датчик температуры охлаждающей жидкости устанавливается на выходе из водяной рубашки двигателя. Система воздушного охлаждения предусматривает либо естественный обдув оребрённых рубашек цилиндров набегающими потоками воздуха при движении мотоцикла, либо принудительный, с использованием рабочего колеса вентилятора, совмещённого с маховиком и представляющего собой одну единую литую деталь, и кожуха-воздуховода, направляющего поток воздуха на оребрение цилиндров.
Для выработки электроэнергии, необходимой для работы электронной системы зажигания, ЭБУ («мозгов»), фары, поворотников, стоп-сигнала и габаритных огней, подсветки и/или работы контрольно-измерительных приборов и автоматики, и вентилятора, используется синхронный генератор переменного тока (аналогичный автомобильному по конструкции, но меньшей мощности) с трёхфазным выпрямителем по схеме Ларионова, напряжение в бортовой сети составляет от 6 до 24 вольт. Диоды находятся внутри корпуса генератора. На простейших мотоциклах используется магдино — примитивный однофазный генератор переменного тока с возбуждением от постоянного магнита с механическим приводом, предназначенный для работы системы зажигания двигателя, и имеющий также катушку, предназначенную для работы светотехники мотоцикла, лампы накаливания могут работать и на переменном токе, потому выпрямителя у магдино нет. На небольших мопедах нередко ротор магдино совмещается с маховиком и рабочим колесом вентилятора. Распределение зажигания может производиться как с помощью механического прерывателя-распределителя зажигания (трамблёра), так и с использованием электронного зажигания, двигатели современных мотоциклов — с электронным зажиганием и инжекторной системой приготовления ТВС, на дешёвых мопедах может применяться карбюратор простой конструкции. Запуск двигателя на большинстве моделей современных мотоциклов — электрический, с использованием электростартера, также широкое применение имеет «кик-стартер» — пусковая педаль, на которую нужно резко надавить ногой для запуска двигателя мотоцикла, при должной сноровке кик-стартером можно очень быстро завести мотоцикл. Также такой тип стартера часто применяется на мотоциклах облегчённой конструкции.

## Разновидности

### Классический мотоцикл

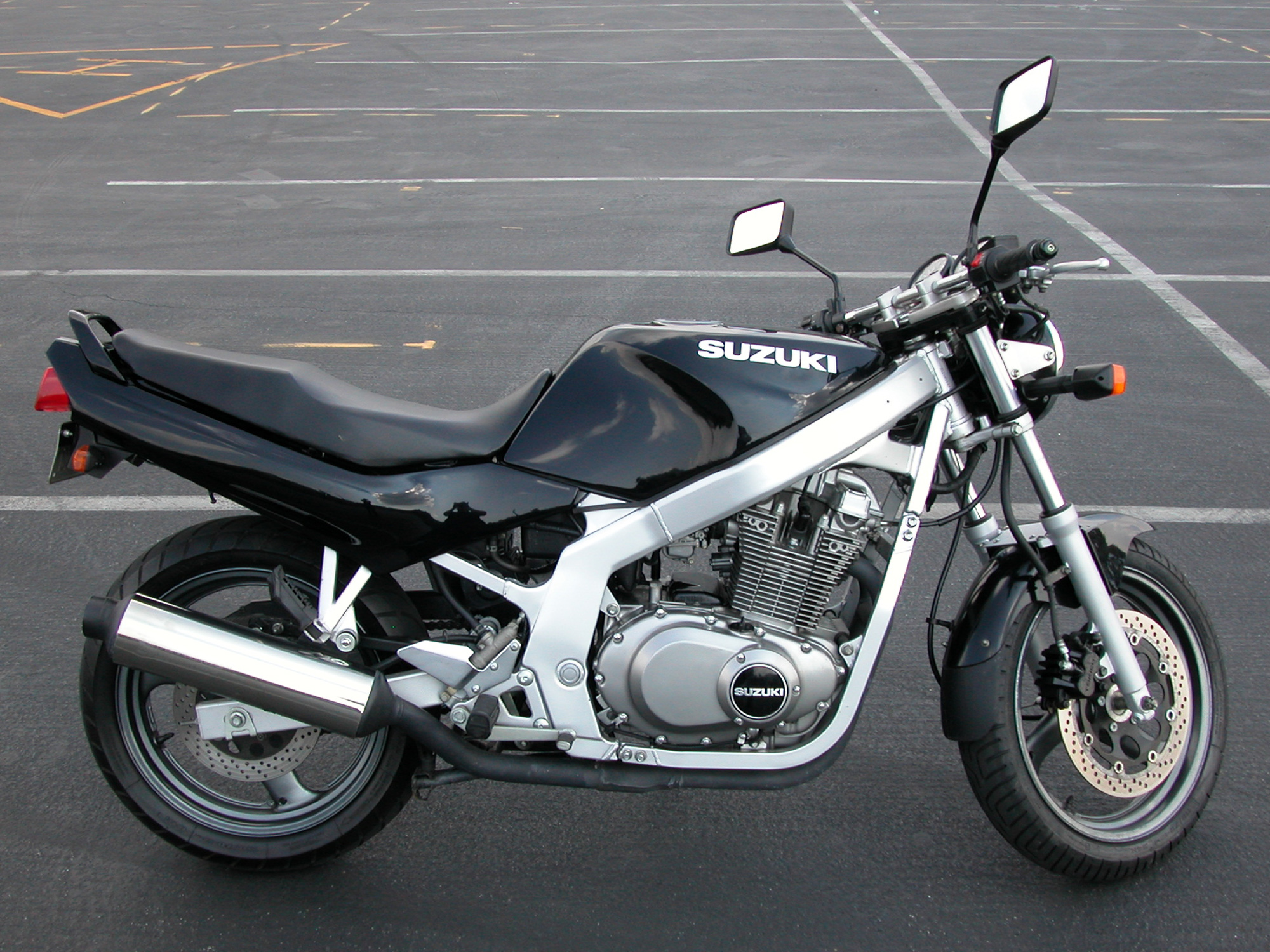
Suzuki GS-500 1997 года

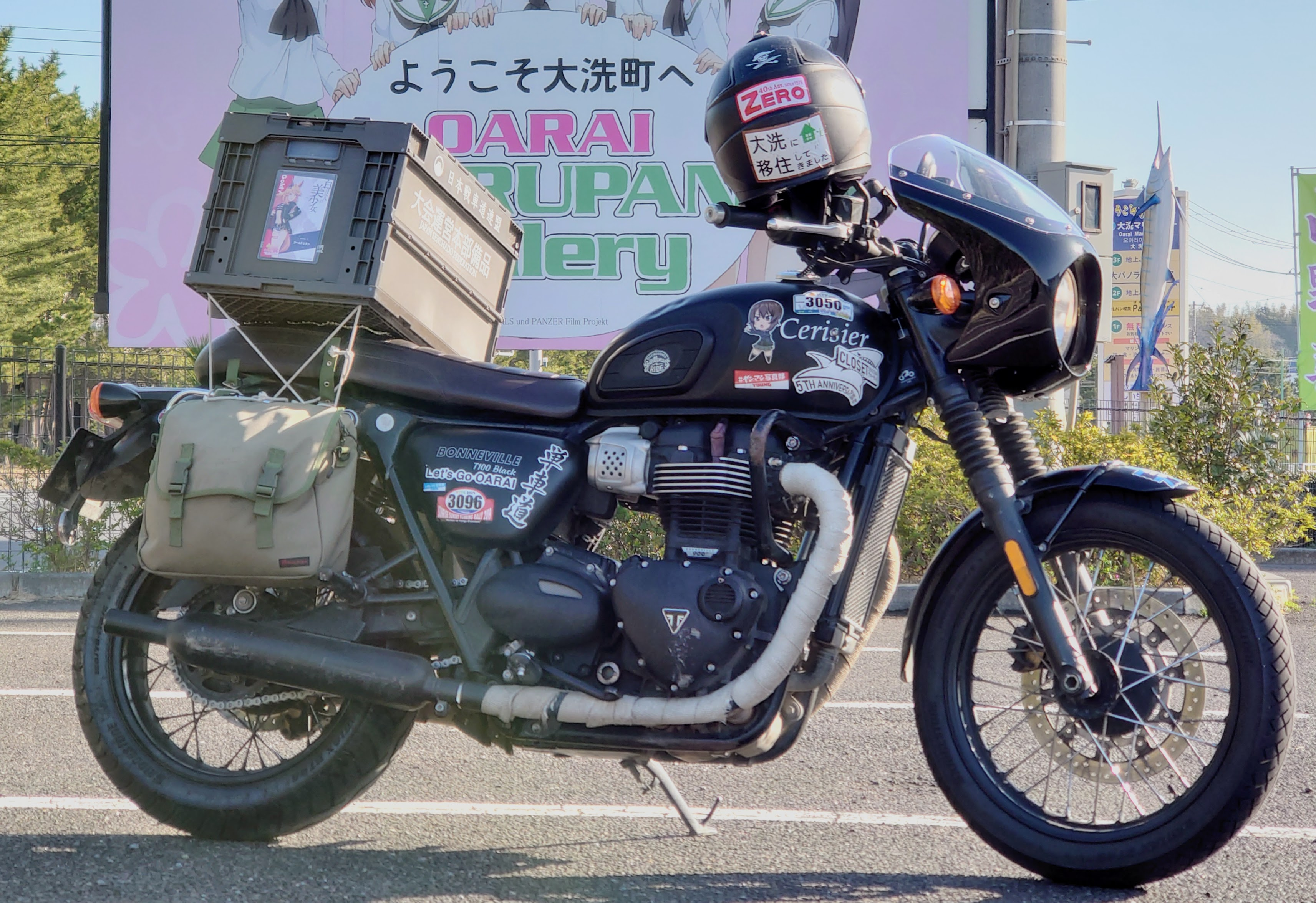
Traveller’s Triumph Bonneville T100 с багажом в большом заднем багажнике

Мотоциклы этого класса появились первыми и с тех пор являются «мотоциклами на каждый день». Конструкция этих мотоциклов отличается простотой и удобством обслуживания, хотя в современных классических мотоциклах используются многие технологии, пришедшие из спорта. Современный классический мотоцикл может быть любой кубатуры — от 50 до 2000 см³ — но то, что объединяет их все в один тип — это геометрия, обеспечивающая прямую (так называемую «классическую») посадку водителя, когда он сидит ровно, не отклоняясь и не опираясь на руль. Такая посадка весьма удобна для длительной езды, и все мотоциклы создаются с учётом этого. Двигатели классических мотоциклов обычно среднефорсированные для достижения максимального ресурса, который у японских мотоциклов составляет 100 000 км и более. Классический японский мотоцикл имеет следующие характерные особенности:
- рядный четырёхцилиндровый двигатель, часто воздушно-масляного охлаждения;
- стальная полудуплексная или дуплексная рама с несъёмным подрамником;
- минимум пластиковой облицовки — крылья, боковые крышки, хвост;
- нерегулируемая вилка, парные амортизаторы (в более современных мотоциклах — моноамортизатор), цепной привод;
- полноценно одно- или двухместное сиденье и багажник, рассчитанный на крепление кофра;
- руль (реже клипоны — руль из двух половинок) такой высоты, чтобы водитель сидел ровно, не наклоняясь вперёд;
- достаточно вместительный бак, небольшой набор опций и бортового оснащения;
- легкосплавные диски колёс.

К классическим японским мотоциклам относятся, в частности, модели Honda CB-1300, Yamaha XJR-1300, Suzuki GSF-1200 Bandit, Kawasaki ZRX-1200.

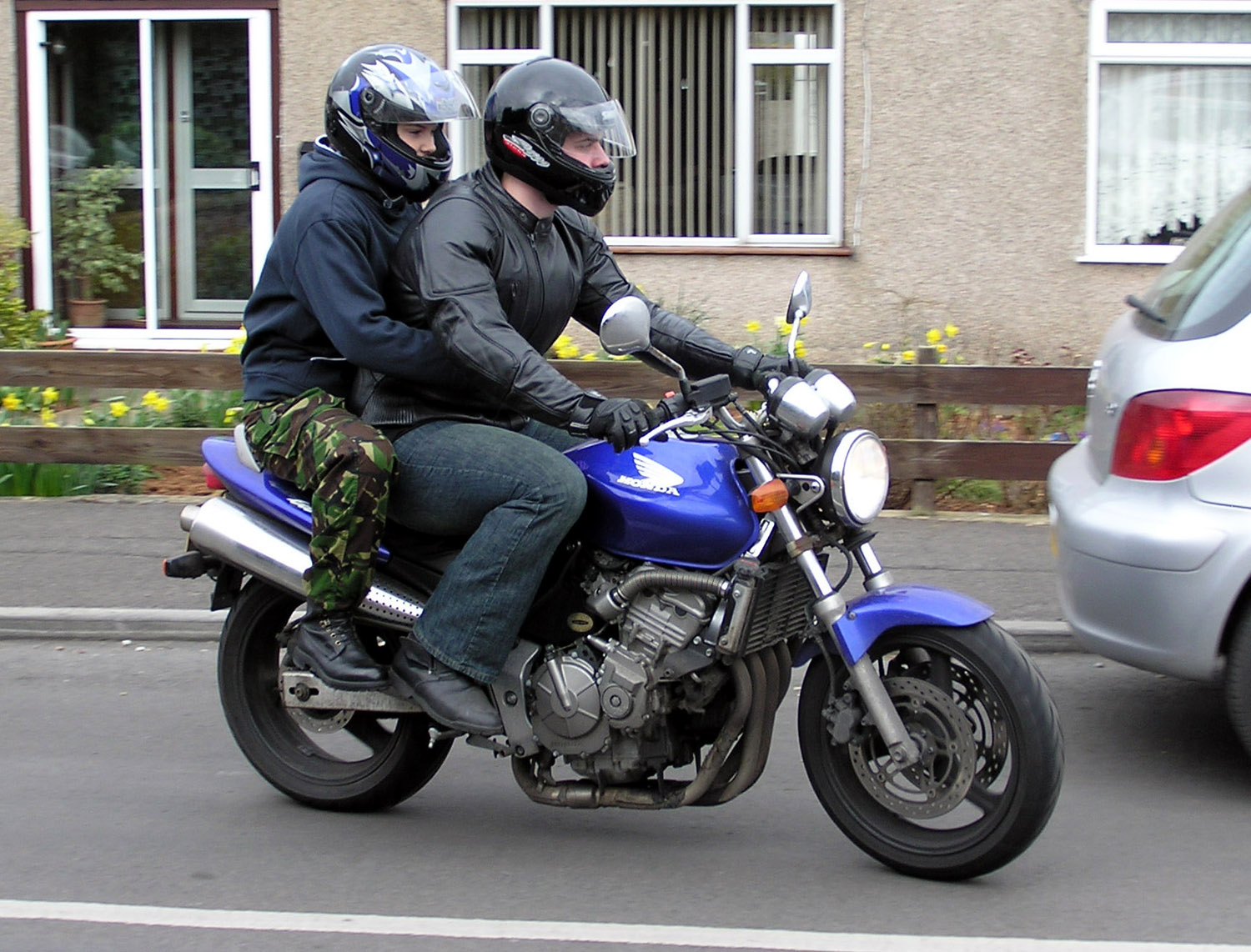
Honda CB-600F Hornet 2000 года

Из спорта пришёл другой тип классических мотоциклов — стритфайтер (от англ. street fighter — уличный боец). По сути это — спортбайк без пластика, многие стритфайтеры-кастомы так и делаются — спортбайк «раздевается» и на нём остаётся минимум облицовки, необходимый для езды по городу. Серийные стритфайтеры создаются на базе двигателей и других частей спортивных мотоциклов, при этом двигатели дефорсируются на 20-25 %, а прочие элементы конструкции упрощаются для удешевления их, но без серьёзного снижения ходовых качеств. Такими мотоциклами являются Honda CB-600F и CB-900F Hornet, Yamaha FZ-6 и FZ-1, Suzuki GSR-600 и SV-1000S, Kawasaki Z-1000 и др. Появление их на дорогах — своеобразная дань моде на быструю езду.

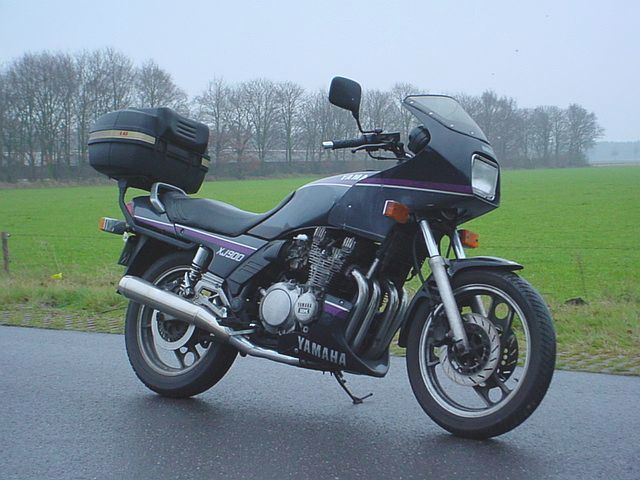
Yamaha XJ-900F 1983 года

Классические мотоциклы часто используются для дальних поездок, и они образовали третий тип — туристические мотоциклы. Они отличаются большой кубатурой, наличием пластикового обтекателя (некоторые модели полностью закапотированы в пластик) и являются переходным классом между классическими и спортивно-туристическими мотоциклами. В отличие от последних их мощность ниже и они не так заточены под быструю езду, многие модели имеют двигатель воздушно-масляного охлаждения. Такие мотоциклы имеют бак большого объёма, оснащаются тремя кофрами и представляют собой отличный транспорт для дальних поездок по асфальту.

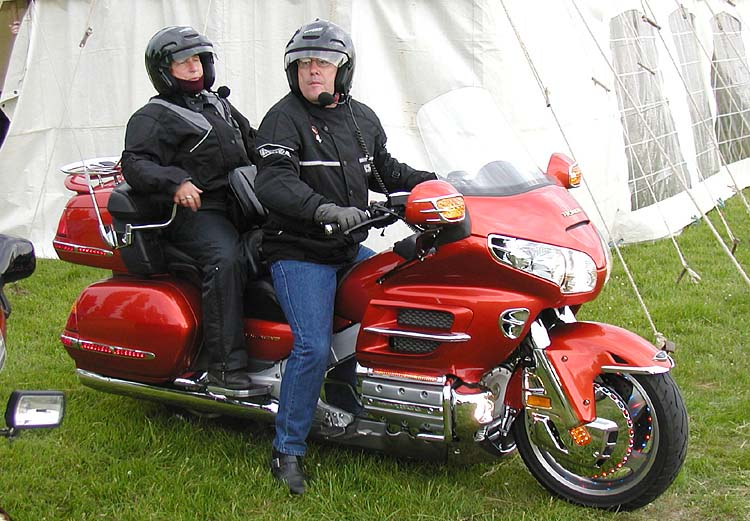
Honda GL-1800 GoldWing 2003 года

Туристические мотоциклы. Эти мотоциклы являются флагманами модельного ряда фирм, их выпускающих, стоят очень дорого и предназначены для путешествий с комфортом. Количество опций, которыми они оснащены, делает их сравнимыми с автомобилями представительского класса, размеры багажных кофров позволяют уложить туда всё необходимое, а условия на водительском и пассажирском местах не оставляют желать лучшего. Недостатком этого класса являются большие размеры и вес, что усложняет езду на них в городе (но не забываем, что их стихия — загородная трасса) и цена.

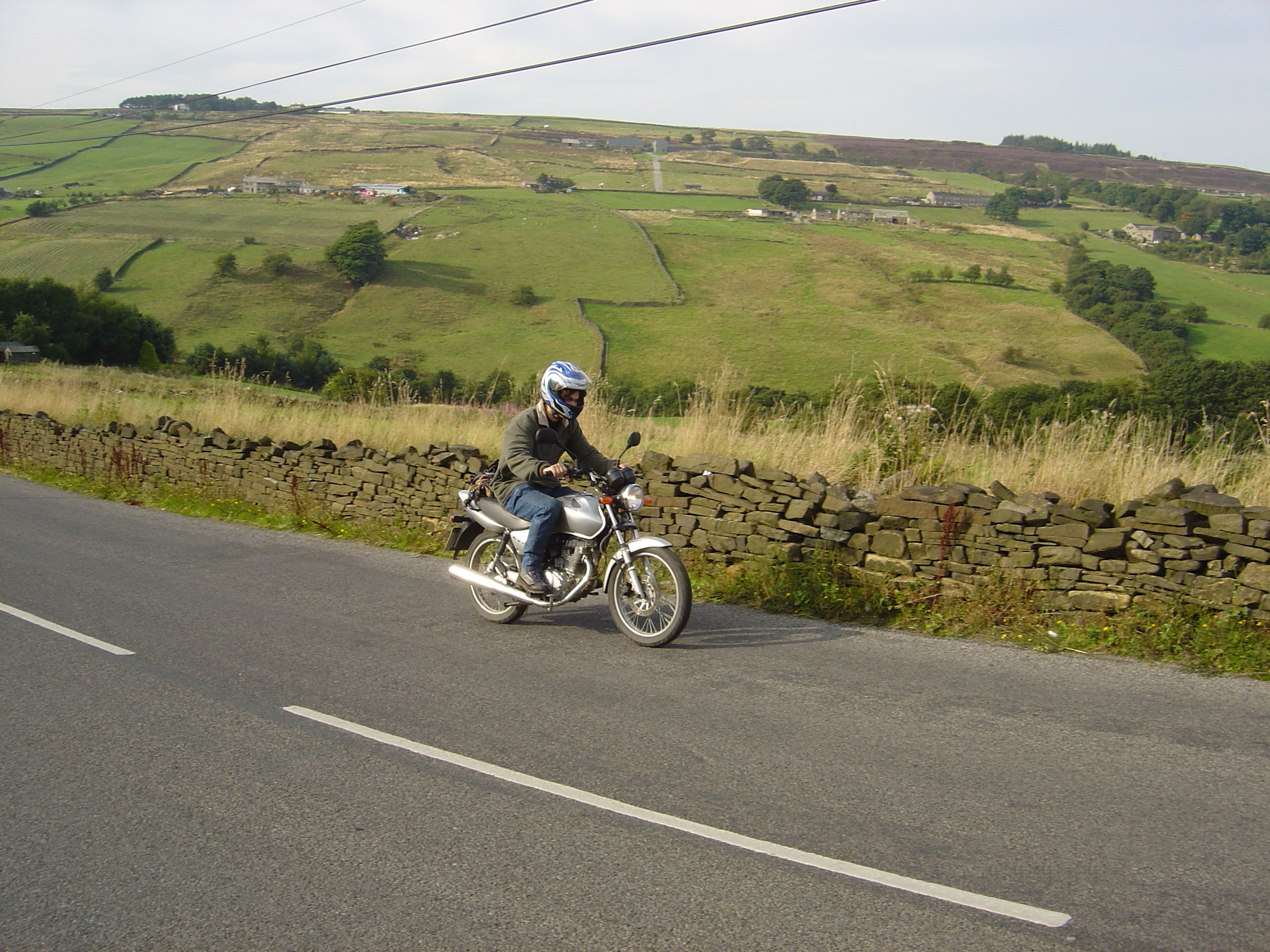
Honda CG125 2000 года

Прямой противоположностью этого типа являются малокубатурные классические мотоциклы, назначение которых — езда по городу каждый день. Они выпускаются с кубатурой 125-150-200-250 см³, имеют 1- или 2-цилиндровый двигатель, примитивны по конструкции — но тем не менее являются самыми популярными мотоциклами в мире. Главное их достоинство — дешевизна, что делает их доступными для практически любого человека, например Yamaha YBR 125 стоит 170000 рублей, «всепролазность» в городе, где они являются идеальными для езды по пробкам, а также дешевизна эксплуатации — такой мотоцикл потребляет до 3 литров на 100 км, запчасти и расходные материалы к нему также недороги. Такой мотоцикл в состоянии обеспечить владельцу нормальную езду на скорости 60-90 км/ч., что для города достаточно. Основное количество выпускаемых в мире мотоциклов, которые производятся большими тиражами в Китае, являются как раз такими мотоциклами.

### Крузер

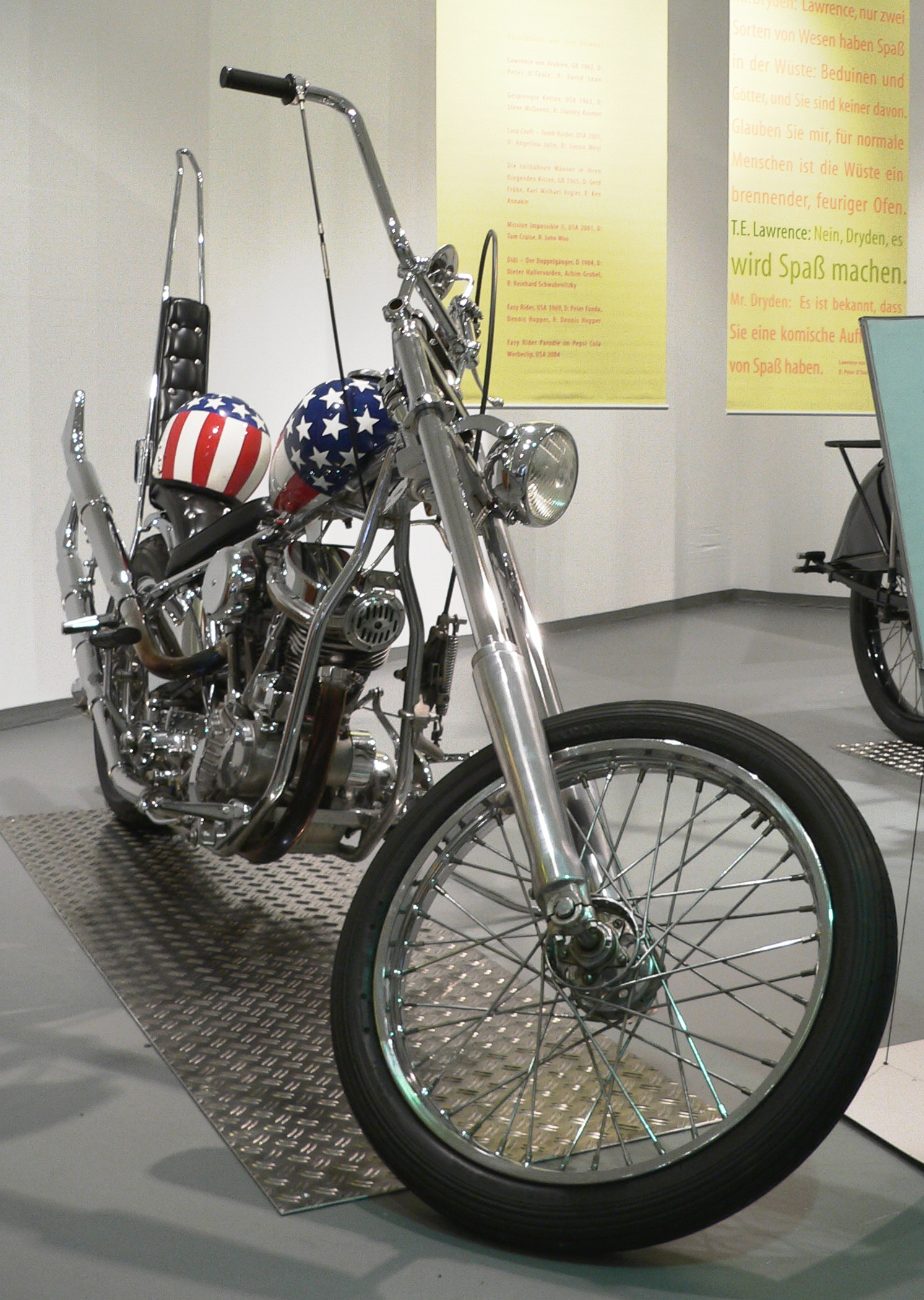
Мотоцикл из фильма «Беспечный ездок» 1969 года

Крузер — стиль мотоциклов, сформированный в большей части благодаря компании «Harley-Davidson», которая специализируется на выпуске мотоциклов этого класса (изначально и до сих пор большая часть модельного ряда Harley-Davidson состоит из крузеров и туреров).

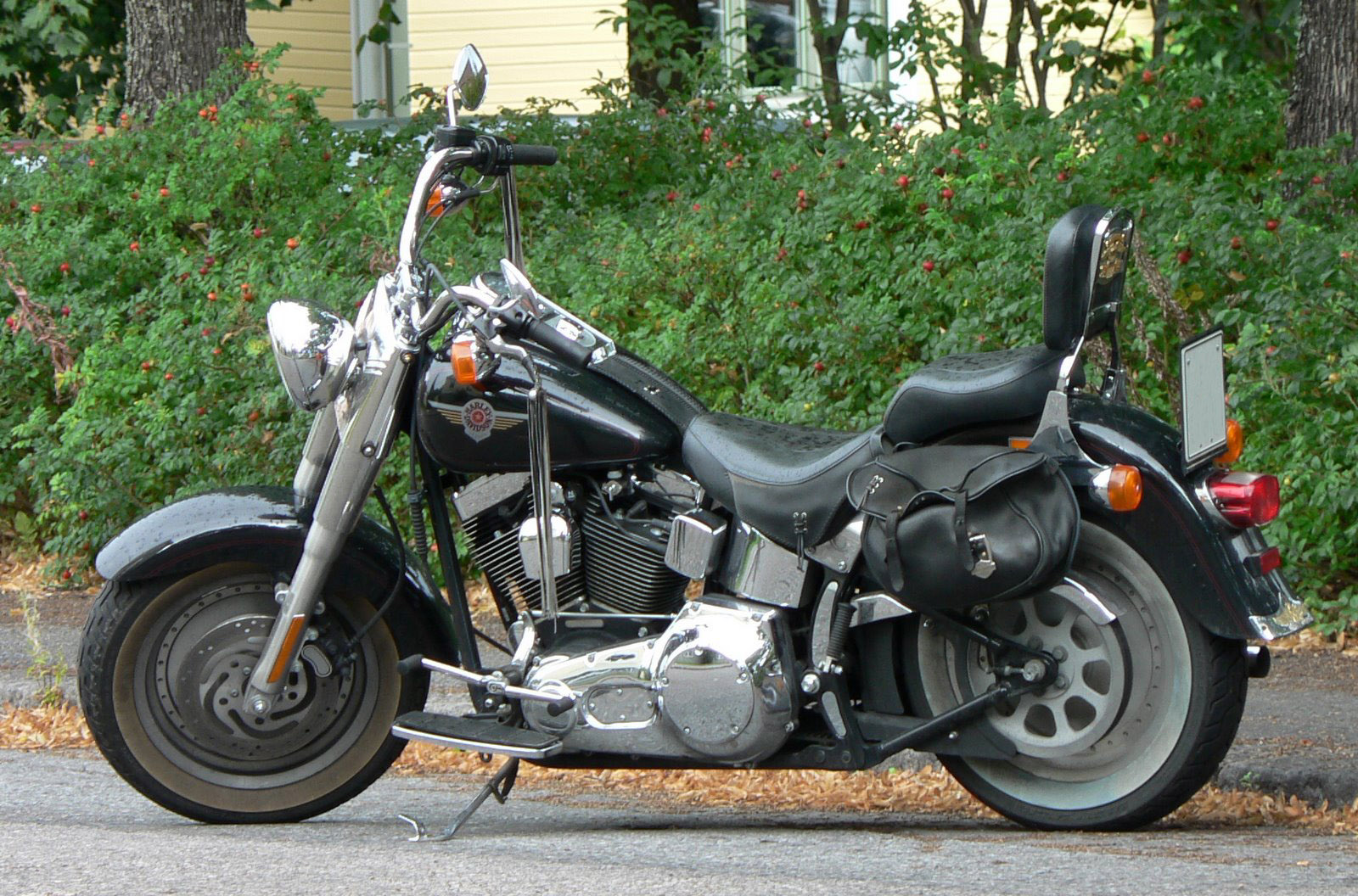
Harley-Davidson FLSTF Fatboy

С тех пор и по сей день крузеры сохраняют свои элементы стиля и особенности конструкции. Классический крузер имеет следующие особенности:
- двухцилиндровый V-образный двигатель, чаще всего жидкостного охлаждения, но с развитым оребрением цилиндров, угол развала цилиндров в большей части моделей 45 градусов;
- стальная дуплексная или полудуплексная рама;
- достаточно развитая пластиковая (на некоторых мотоциклах частично стальная) облицовка — глубокие крылья, большие боковые крышки;
- спицованные колёса одинакового или примерно одинакового диаметра (переднее — 17-18 дюймов, заднее 15-16 дюймов), основное отличие которых — заднее колесо выполняется заметно шире;
- максимум хромированных деталей. Хромом покрывается всё что возможно — вилка, трубы выпускной системы и глушители, двигатель, руль, фара, траверсы, колёса и спицы, корпус воздушного фильтра, на мотоцикл устанавливается много хромированных накладок. Законодателем моды в этом выступают мотоциклы Harley-Davidson;
- вилка с близким к классическому углом наклона;
- привод заднего колеса выполняется ремнём (Harley-Davidson и некоторые японские чопперы), цепью (большинство чопперов кубатурой до 800 см³) и карданным валом (Yamaha и большинство чопперов кубатурой от 1100 см³);
- раздельные сиденья — водительское сиденье большого размера, пассажирское сиденье часто со спинкой;
- руль особенной формы, достаточно широкий и такой, чтобы пилот сидел слегка отклонившись назад. Иногда встречаются ровные рули, тогда посадка с отклонением назад достигается за счёт выносов. Руль и подножки расположены так, чтобы пилот сидел слегка отклонившись назад и держа ноги впереди себя, около двигателя;
- кожаные кофры в виде сумок. Спереди часто вешается цилиндрический кофр — «батон»;
- каплевидный бак, на некоторых мотоциклах весьма большой, со вмонтированным в него спидометром;
- несмотря на особенности стиля, большинство крузеров оснащено весьма комфортабельной задней подвеской с одним или двумя амортизаторами, отлично поглощающими неровности дорог и облегчающими езду на большие расстояния;
- крузеры часто оснащаются ветровым стеклом, при чём для дальних поездок это стекло делается довольно значительного размера;
- основная фара крузера делается в большом пулевидном хромированном корпусе — гондоле. Крузеры часто оснащаются парными дополнительными фарами, крепящимися на вилке по бокам от основной (эта конструкция носит название «люстра»).

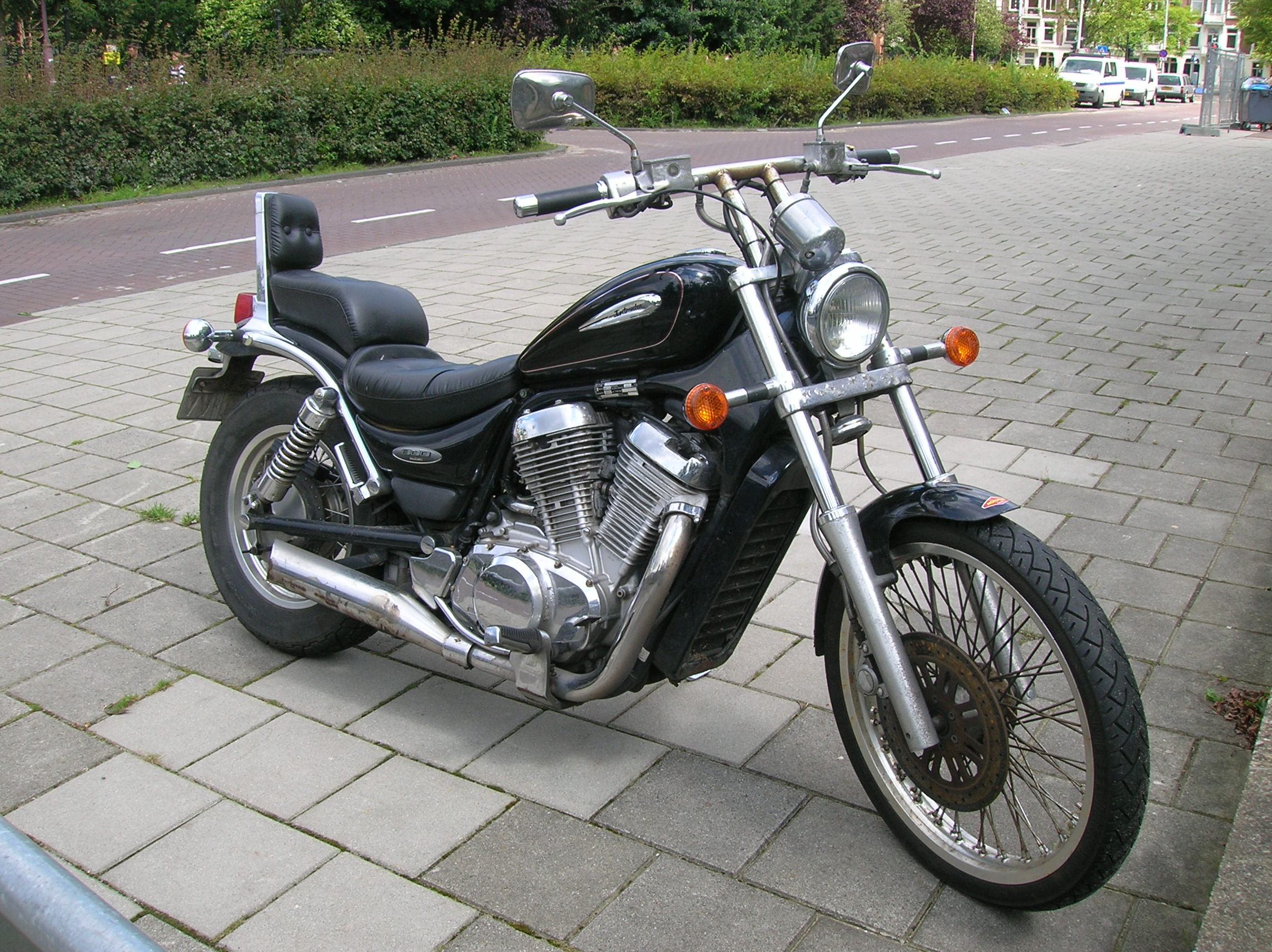
Suzuki VS-800 Intruder

Классический чоппер имеет следующие характерные особенности, отличающие его от крузера:
- двухцилиндровый V-образный двигатель, почти всегда воздушного охлаждения, угол развала цилиндров почти всегда 45 градусов;
- рама с поднятой вверх рулевой колонкой;
- минимум пластиковой (а лучше стальной) облицовки — узкие и укороченные крылья, боковые крышки;
- колёса сильно отличающихся размеров: переднее большого диаметра (19-21 дюйм) и узкое, заднее небольшого диаметра (15-16 дюймов) и достаточно широкое;
- вилка с довольно большим углом к дороге. На мотоциклах, сделанных под старину, да и на некоторых новых устанавливается рычажная вилка (springer) или параллелограммная (girder), которые лучше работают при угле наклона вилки к дороге близком к 45 градусам;
- водительское сиденье сравнительно небольшого размера, пассажирское сиденье часто весьма символического размера, а то и вовсе отсутствует. Впрочем, есть варианты сидений, не отличающиеся от крузёрных, с высокой спинкой типа сисси бар;
- руль особенной формы, достаточно высокий и сильно изогнутый. Иногда встречаются ровные рули типа драгбар, снабжённые большими выносами;
- весьма небольшой бак, так как этот мотоцикл не рассчитывается на длительную езду;
- задняя подвеска зачастую выполняется жёсткой — типа хардтейл, при чём на многих серийных мотоциклах ради этого удаляют задний амортизатор, заменяя его распоркой. Многие модели чопперов снабжены подвеской типа софтейл, имитирующей жёсткую подвеску, но снабжённой амортизатором;
- панель приборов отсутствует — есть только спидометр в хромированном корпусе да несколько контрольных ламп;
- светотехника и зеркала выполнены в стиле минимализма — фара и стоп-сигнал небольшого размера, зеркала также маленькие.

Вообще крузеры — наиболее консервативный класс мотоциклов. В нём до сих пор используются двигатели с нижним расположением распредвалов, являющиеся анахронизмом по конструкции, инжектор на них появился сравнительно недавно, в них используется минимум лёгких сплавов, а многие чопперы кубатуры до 800 см³. имеют задний барабанный тормоз. Но в то же время, благодаря кинематографу и рекламе, чоппер классического вида сохраняет свой неповторимый стиль, обладающий магнетизмом — стиль байкерской жизни. Именно этот стиль обеспечивает классу коммерческий успех до сих пор.
Помимо основных представителей данного класса, существует ещё несколько типов мотоциклов, относящихся к нему: дрегстер, люкс-крузер, пауэр-крузер и кастом.

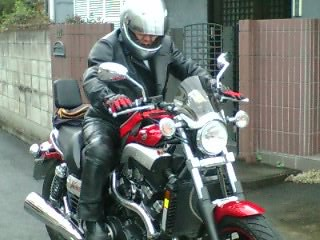
Yamaha VMX-1200 V-Max

Дрегстер — это чоппер с четырёхцилиндровым двигателем дорожного мотоцикла и соответствующими тормозами, подвесками и прочим. Наиболее популярным дрегстером является Yamaha V-Max. Популярности классу добавил фильм «Безумный Макс», где герои ездят на мотоциклах Kawasaki KZ-1000 1977 года. С тех времён периодически в модельном ряду разных фирм появляются мотоциклы этого класса, популярность которых базируется на их скоростных характеристиках, на прямых участках способных составить конкуренцию спортбайку.

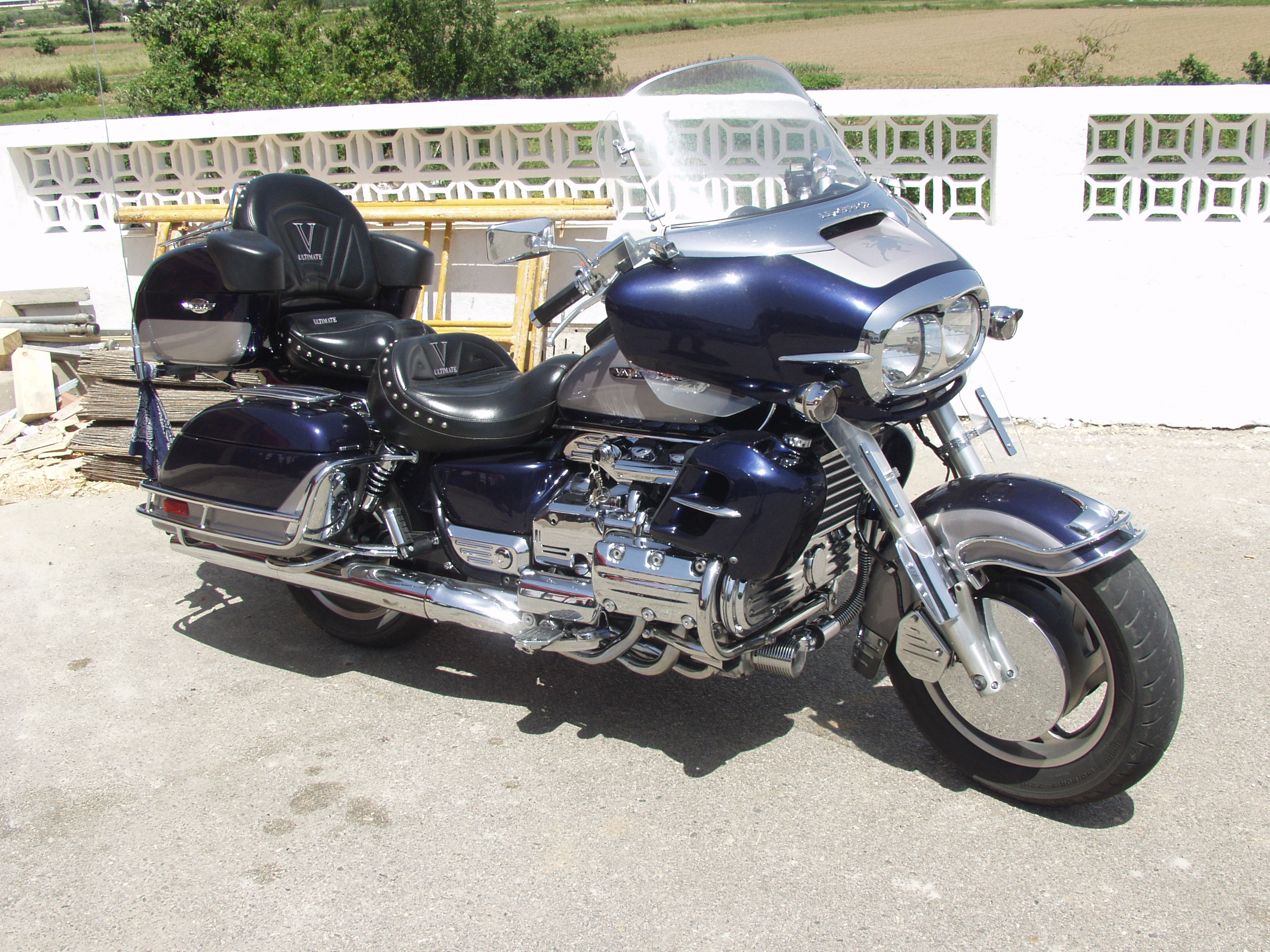
Honda GL-1500 Valkyrie Interstate

Люкс-крузеры — как правило флагманы модельного ряда тех или иных производителей мотоциклов данного класса. От крузеров они отличаются тем, что здесь для дальних поездок предусмотрено максимум удобства и оснащения. Люкс-крузеры оснащаются ветрозащитой в виде пластикового обтекателя со встроенной фарой, пластиковыми обтекателями для ног, заводскими пластиковыми кофрами и большим списком дополнительного оборудования, аналогичного мотоциклам типа «люкс-турист». В целом этот класс являет собою переходной между крузерами и люкс-туристами, и представлен всего несколькими моделями — это основоположник стиля Harley-Davidson Ultra Classic Electra Glide, а также Victory Vision, Honda Valkyrie Interstate и Yamaha Royal Star Venture.

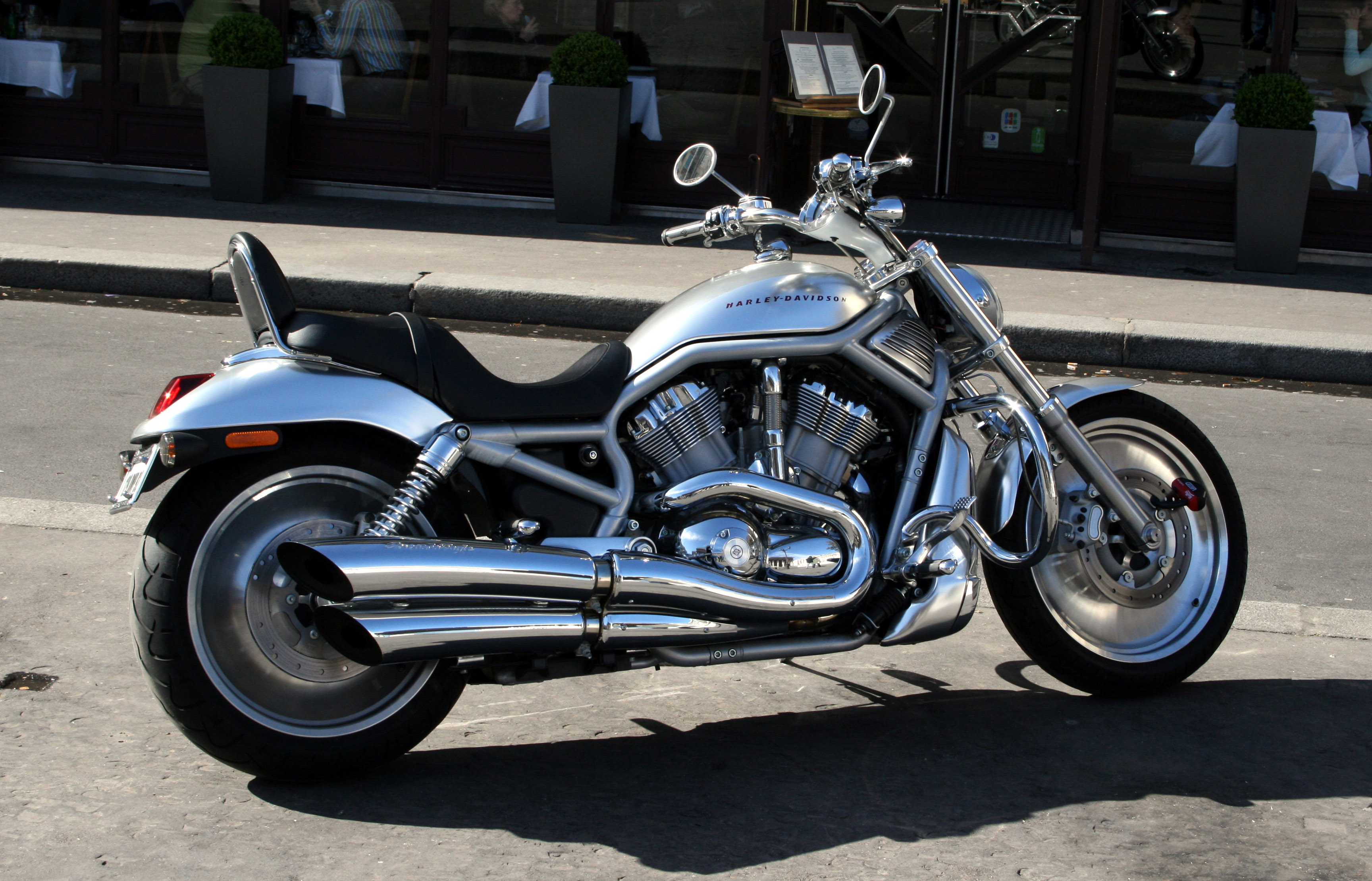
Harley-Davidson VRSCA V-Rod

Пауэр-крузер — веяние современной моды на мощность и скорость. Это крузер с двигателем большой кубатуры мощностью более 100 л. с., соответствующей конструкцией, тормозами, вилкой перевёрнутого типа и т. д. Такие мотоциклы были созданы в XXI веке — это Harley-Davidson VRSCA V-Rod, Honda VTX-1800, Suzuki Boulevard M109R, Yamaha XV-1700 Warrior и другие. Их особенность — внешность как у крузеров, показатель динамики разгона приближен к спортивным мотоциклам.

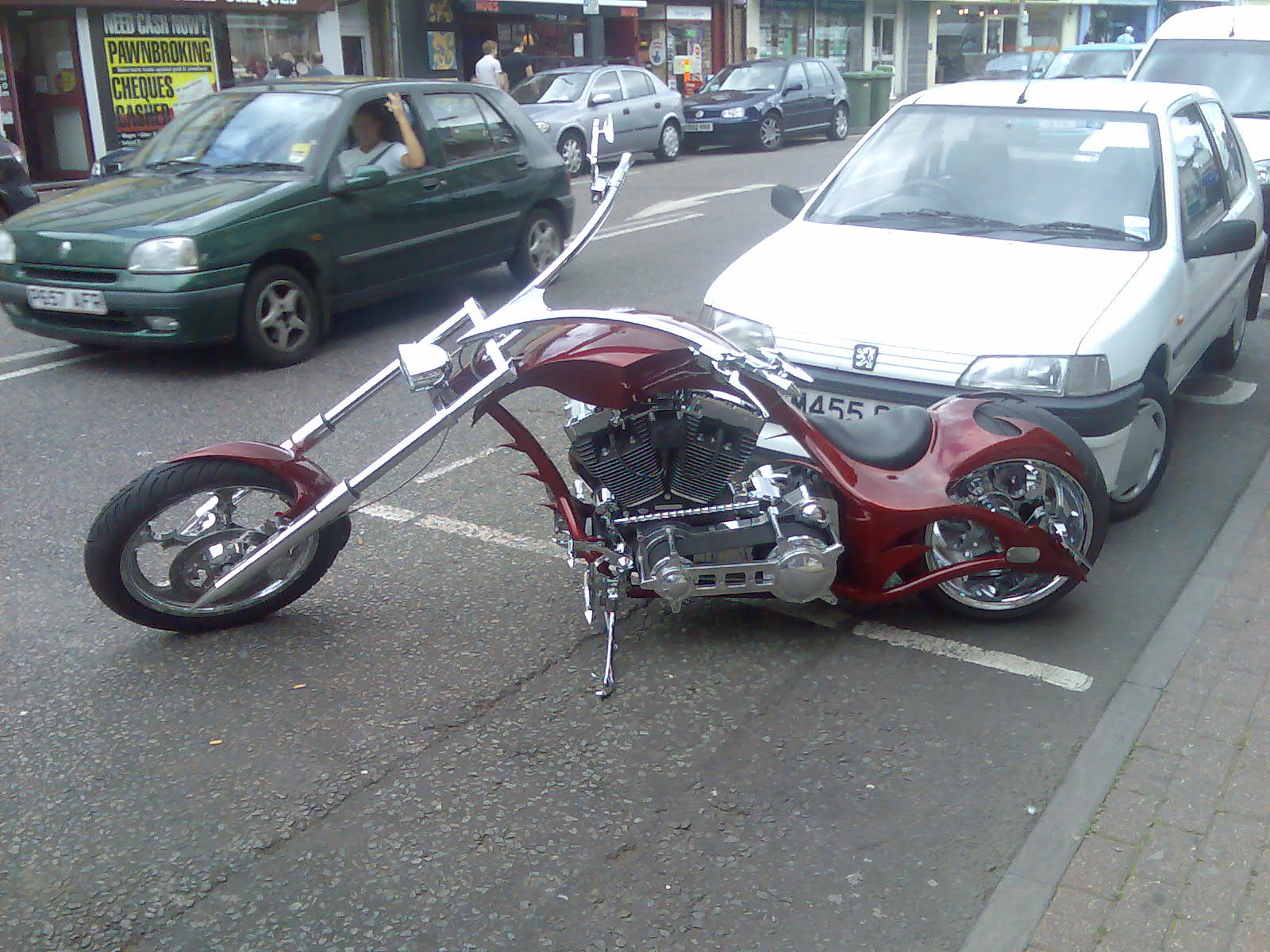
Кастом-чоппер

Кастом — это особый стиль среди мотоциклов. Большинство кастомов входят в класс чопперов, и представляют собой мотоциклы, построенные на заказ частично из серийных деталей (двигатель, тормоза, колёса и т. д.), частично из созданных самим изготовителем (рама, бак, крылья). Такие мотоциклы создаются как отдельными энтузиастами кастомайзинга, так и выпускаются индивидуально или мелкими сериями различными специализированными компаниями (American Iron Horse, Orange County Choppers, Custom Chrome, Big Bear Choppers и другими).
Кастомайзинг — построение своих собственных мотоциклов — тема достаточно широкая, так как задача ставится создать нечто уникальное, мотоцикл, не похожий ни на один из уже существующих.

### Эндуро
Название класса от английского слова endurance — выносливость. Это класс мотоциклов, предназначенный для езды по плохим дорогам, а то и вовсе бездорожью. В зависимости от специализации выделяют несколько типов, которые имеют общие характеристики.
Основными особенностями класса являются:
- Конструкция мотоцикла с длинноходными подвесками, предназначенными для преодоления неровностей бездорожья;
- Спицованные колёса с рисунком протектора двойного назначения, то есть рассчитанной на езду не только по асфальту, но и по грунту;
- Большая часть эндуро имеет 1-цилиндровый двигатель, туристические эндуро кубатурой от 650 см³ — 2-цилиндровый V-образный с углом развала цилиндров 45-60 градусов. Исключение составляют Yamaha с 2-цилиндровым рядным двигателем и BMW с 2-цилиндровым оппозитным;
- Высокий и широкий руль с перемычкой и защитой рук, полудуплексная рама;
- Большое переднее крыло, призванное защитить водителя от грязи, летящей в лицо.

В классе эндуро есть несколько типов мотоциклов, которые заметно отличаются друг от друга по конструкции. Это кроссовые мотоциклы, собственно эндуро, туристические эндуро, так называемые «паркетные» эндуро, мотарды, триальные мотоциклы.

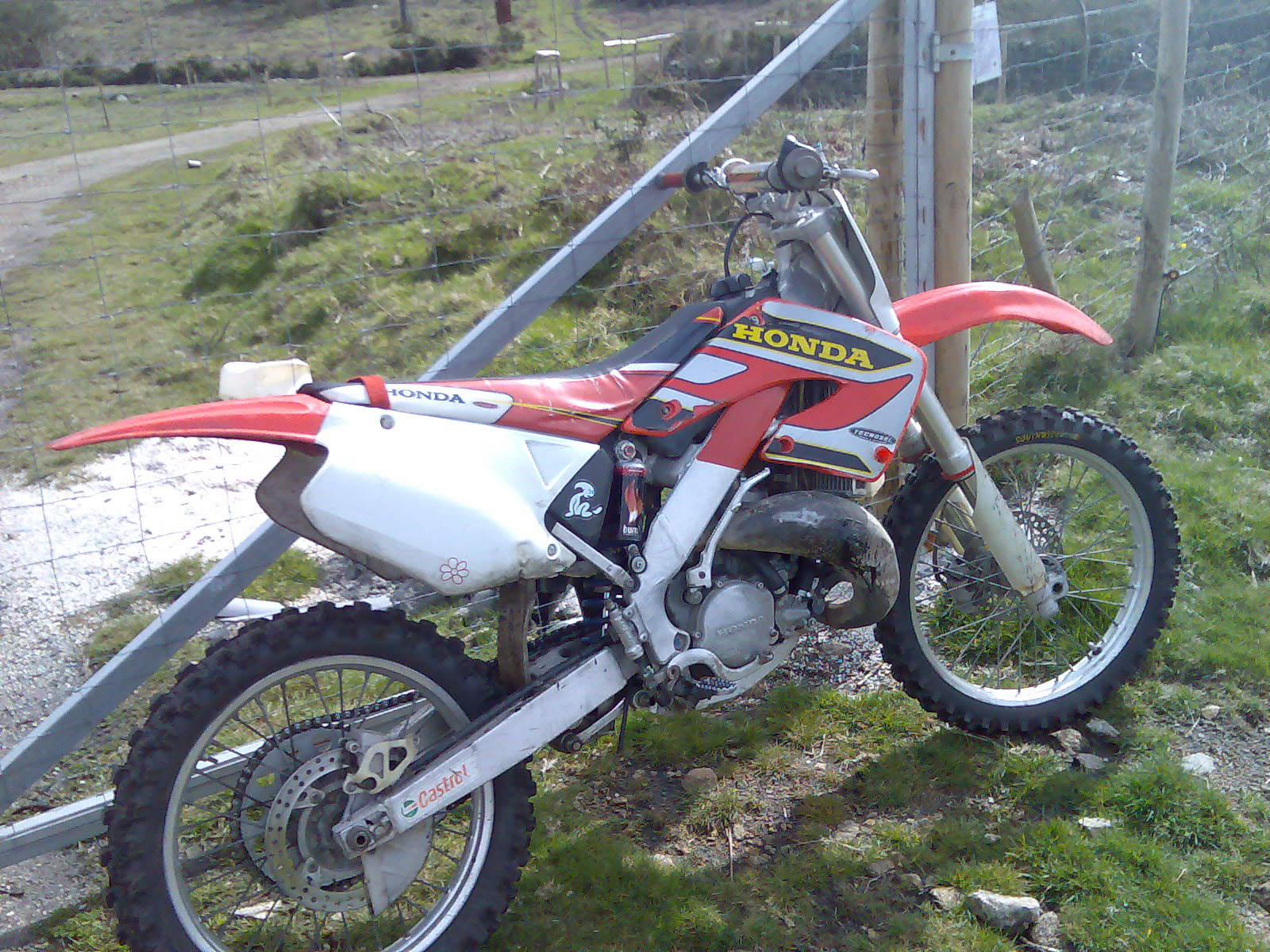
Honda CR-125 2001 года

Кроссовый мотоцикл — дитя мотогонок по пересечённой местности, а то и вовсе по бездорожью, эксплуатация его на дорогах общего пользования запрещена. Особенности:
- Длинноходные жёсткие подвески, способные выдержать прыжки и езду по всему, где пилоту вздумается проехать;
- Минимум пластика — крылья, облицовка, бак. Пластик делается эластичным, чтобы не разлетался при ударе о препятствия;
- Большие спицованные колёса (переднее до 21 дюйм, заднее до 19 дюймов), «злая» («зубастая») резина с большими грунтозацепами;
- Двигатель только 1-цилиндровый, 2-тактный объёмом 50, 65, 85, 110, 125, 250 см³, или 4-тактный 4-клапанный объёмом 125, 150, 250, 450 см³, жидкостного охлаждения с «сухим» картером — смазка происходит из маслобака (это делается для того чтобы в любом положении двигателя не возникало масляное голодание);
- Длинное жёсткое сиденье, рассчитанное на то что трасса проходится стоя на подножках, небольшой бак;
- Нет светотехники и панели приборов, слабые простые тормоза (на грунте их хватает с головой);
- Прямоточная выпускная система, на 2-тактных мотоциклах — с резонатором (улиткой). Кроссовые мотоциклы имеют очень громкий выхлоп;
- Кроссовые мотоциклы строятся с минимизацией веса. Поэтому на них нет электростартера и аккумулятора — только кик-стартер.

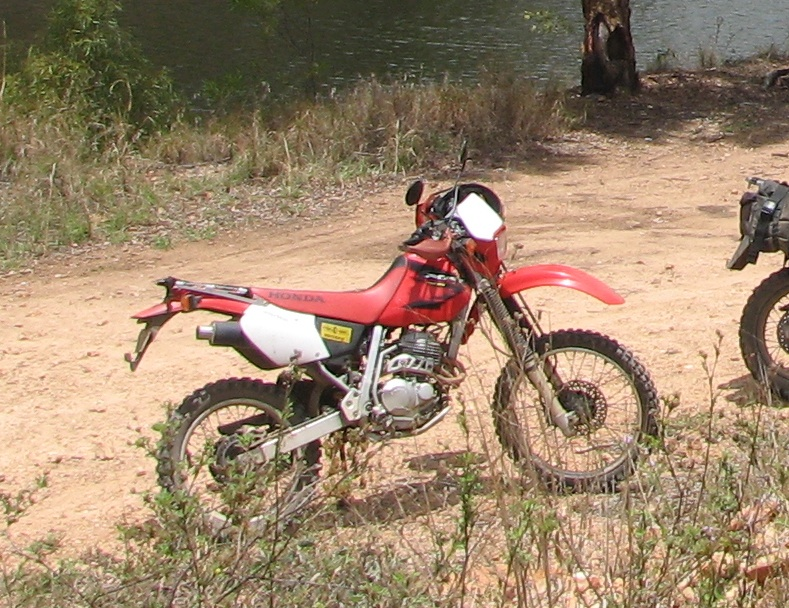
Honda XR-250R 2004 года

Вплотную к кроссовым мотоциклам подходит класс хард-эндуро (жёсткий эндуро). Отличия заключаются в большей приспособленности хард-эндуро для гражданского использования — наличие на них минимальной светотехники, панели приборов, на некоторых моделях есть электростартер. В остальном всё то же — жёсткие подвески и спортивная направленность. Хард-эндуро выпускаются также в кубатуре 400, 450, 600 и 650 см³, при чём двигатели большой кубатуры иногда бывают с воздушным охлаждением.

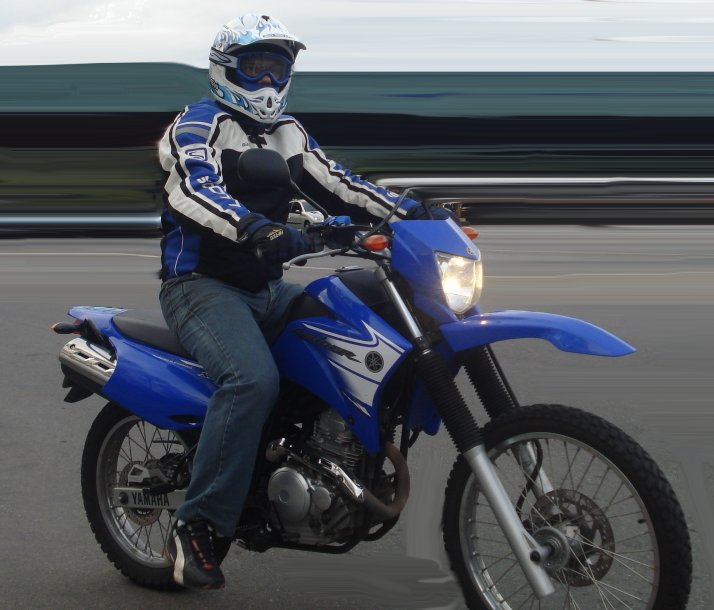
Yamaha XTZ-250 Lander

Обычные «гражданские» эндуро отличаются от спортивных моделей большей адаптацией под двойное назначение — эксплуатацию также и на дорогах общего пользования. Поэтому гражданские эндуро, внешне похожие на кроссовые мотоциклы, отличаются от них следующим:
- Подвески мягче, рассчитанные на езду сидя на сиденье, а не стоя на подножках;
- Резина двойного назначения, рассчитанная на езду как по грунту, так и по асфальту (шипастая грунтовая резина на асфальте почти не управляется);
- Менее форсированный двигатель, рассчитанный на большой ресурс, система смазки с маслом в картере, выхлопная система с нормальным глушителем;
- Полный комплект светотехники, электростартер и аккумулятор;
- Более мощные тормоза, часто с лепестковыми дисками;
- Наличие багажника, сиденье приспособлено для езды вдвоём, более объёмный бак;

Гражданские эндуро выпускаются с 4-тактными 1-цилиндровыми двигателями объёмом 125, 200, 250, 400, 450, 650 см³.

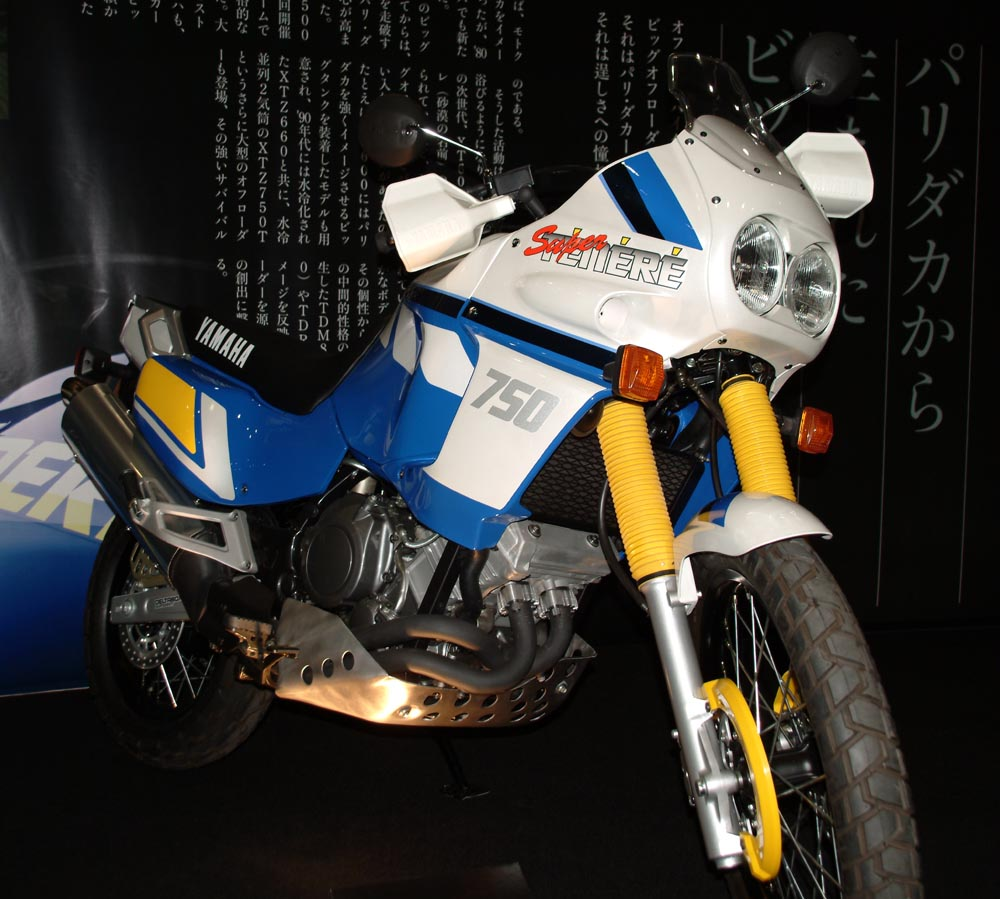
YAMAHA XTZ-750 Super Tenere 1997 года

Туристические эндуро — класс, ведущий своё начало от ралли «Париж-Дакар», для участия в котором нужен принципиально иной мотоцикл, чем для участия в одно-трёхдневных гонках эндуро. Этот мотоцикл должен быть рассчитан на длительную езду по бездорожью, и для этого должен иметь:
- Развитый пластиковый обвес с ветровым стеклом, защищающий водителя от ветра и пыли;
- Мощный 1-цилиндровый двигатель объёмом 600—800 см³. или 2-цилиндровый V-образный объёмом 750—1000 см³ (исключение составляет Yamaha XTZ-750 Super Tenere с 2-цилиндровым рядным двигателем), позволяющий длительное время ехать с большой скоростью по бездорожью;
- Качественную светотехнику, позволяющую двигаться в условиях плохой видимости;
- Комфортные условия для пилота, позволяющие долго ехать не уставая, места под багаж;
- Спицованные колёса размером 21 дюйм переднее и 17 дюймов заднее;
- Большой бак, защита двигателя и элементов конструкции мотоцикла.

Всё это имеют туристические эндуро, рассчитанные на длительные автономные поездки по плохим дорогам и бездорожью. Платой за дальнобойность стал большой вес и уменьшение проходимости по сравнению с малокубатурными эндуро. Туристические эндуро требуют достаточно высокой квалификации пилота, так как управлять тяжёлым спортивным мотоциклом, едущим на большой скорости по бездорожью, сможет не каждый.

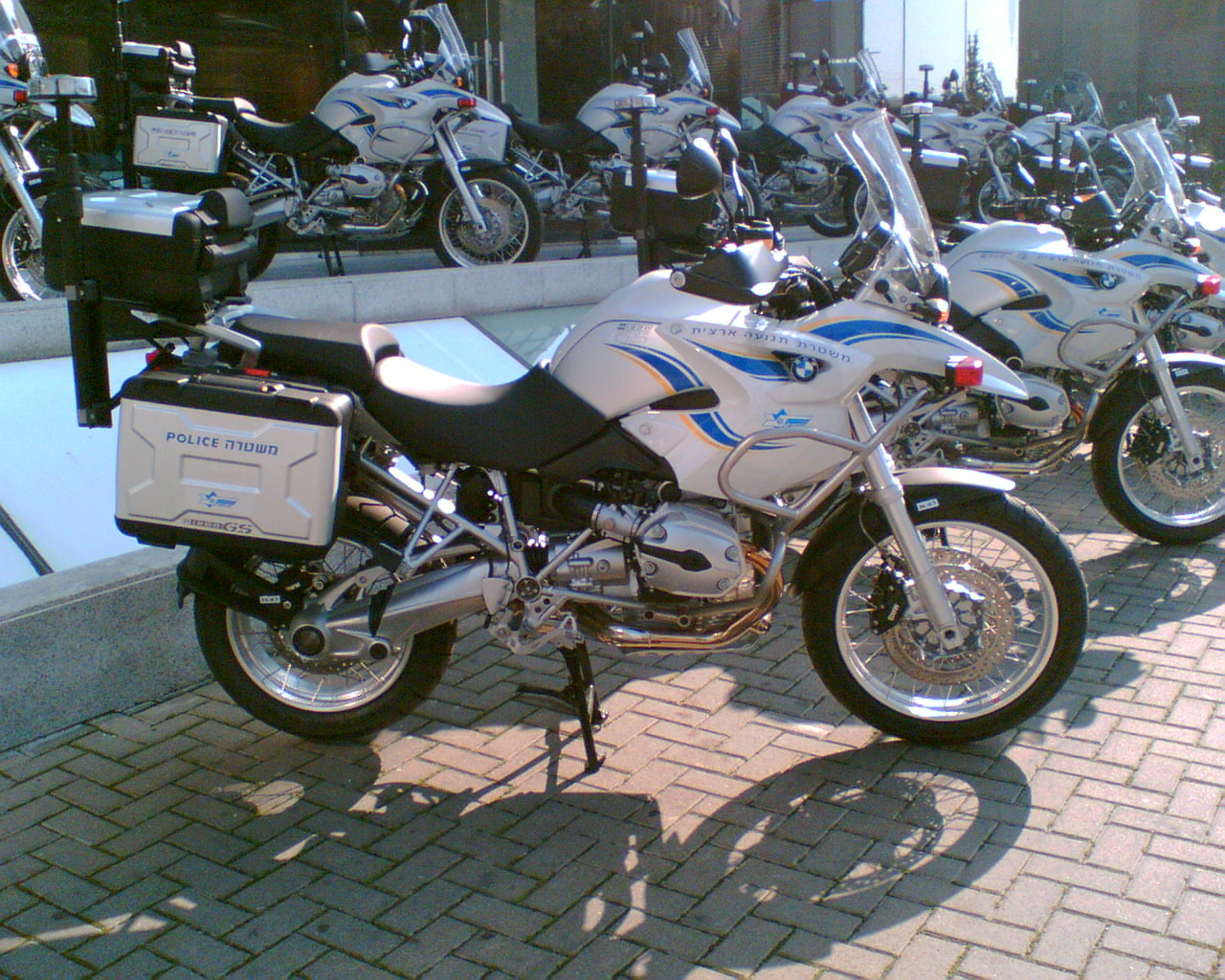
BMW R1200GS 2008 года

Увлечение поездками по относительно хорошим дорогам с возможностью съезда на плохие (где на чисто дорожном мотоцикле опасно ездить) породило другой тип туристических эндуро — паркетные, или гражданские. Основные их отличия от спортивных туристических эндуро:
- Ещё более мощный двигатель (от 650 до 1200 см³ на BMW R1200GS и Yamaha XTZ-1200 Super Tenere) и как следствие — вес до 200 кг и более;
- На BMW R1200GS и Yamaha XTZ-1200 Super Tenere карданный привод, Buell Ylusses — ремённой, на остальных цепной;
- Подвески сравнительно с другими эндуро короткоходные, клиренс меньше — для улучшения управляемости на асфальте;
- Колёса на многих моделях легкосплавные, все с широкопрофильной резиной, мощные тормоза, часто с АБС — для улучшения управляемости на асфальте;
- Развитый пластиковый обвес, закрывающий большую часть мотоцикла, высокое ветровое стекло;
- Полноценно двухместное сиденье, багажники с металлическими кофрами, удобные для дальних поездок;
- Эти мотоциклы — недешёвое удовольствие.

Главной особенностью гражданских туристических эндуро является то, что по проходимости, весу и скоростным характеристикам они приближаются к дорожным мотоциклам, сохраняя при этом лёгкость в управлении и преодолении неровностей дороги, присущую всем эндуро.

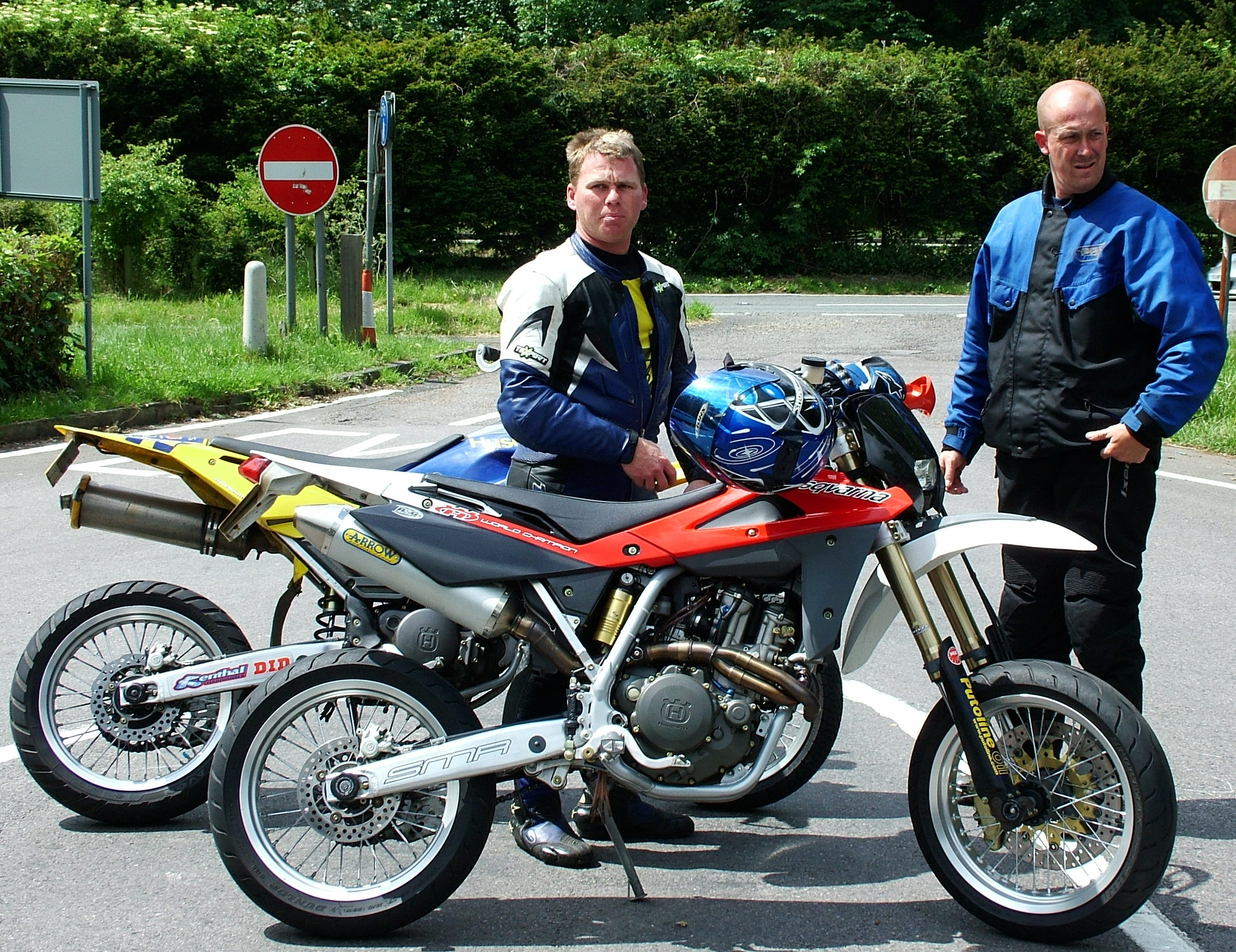
Husqvarna SMR-510

В США был создан другой тип эндуро — мотард, представляющий собой эндуро с колёсами и тормозами спортбайка. Создавался он для особого типа соревнований «СУПЕРМОТО», где гонка проходит и по грунту, и по асфальту. Главное отличие его от классического хард-эндуро — спицованные колёса размером 17 дюймов под стандартную асфальтную резину и мощные тормоза, позволяющие легко остановить мотоцикл. Кроме того, его подвески адаптированы под эксплуатацию на асфальте. Мотард очень хорош для езды по городу, в том числе по пробкам между машин, по тротуарам и т. д. но требует достаточной квалификации от водителя. Сегодня эти мотоциклы есть в модельном ряде большинства крупных производителей.

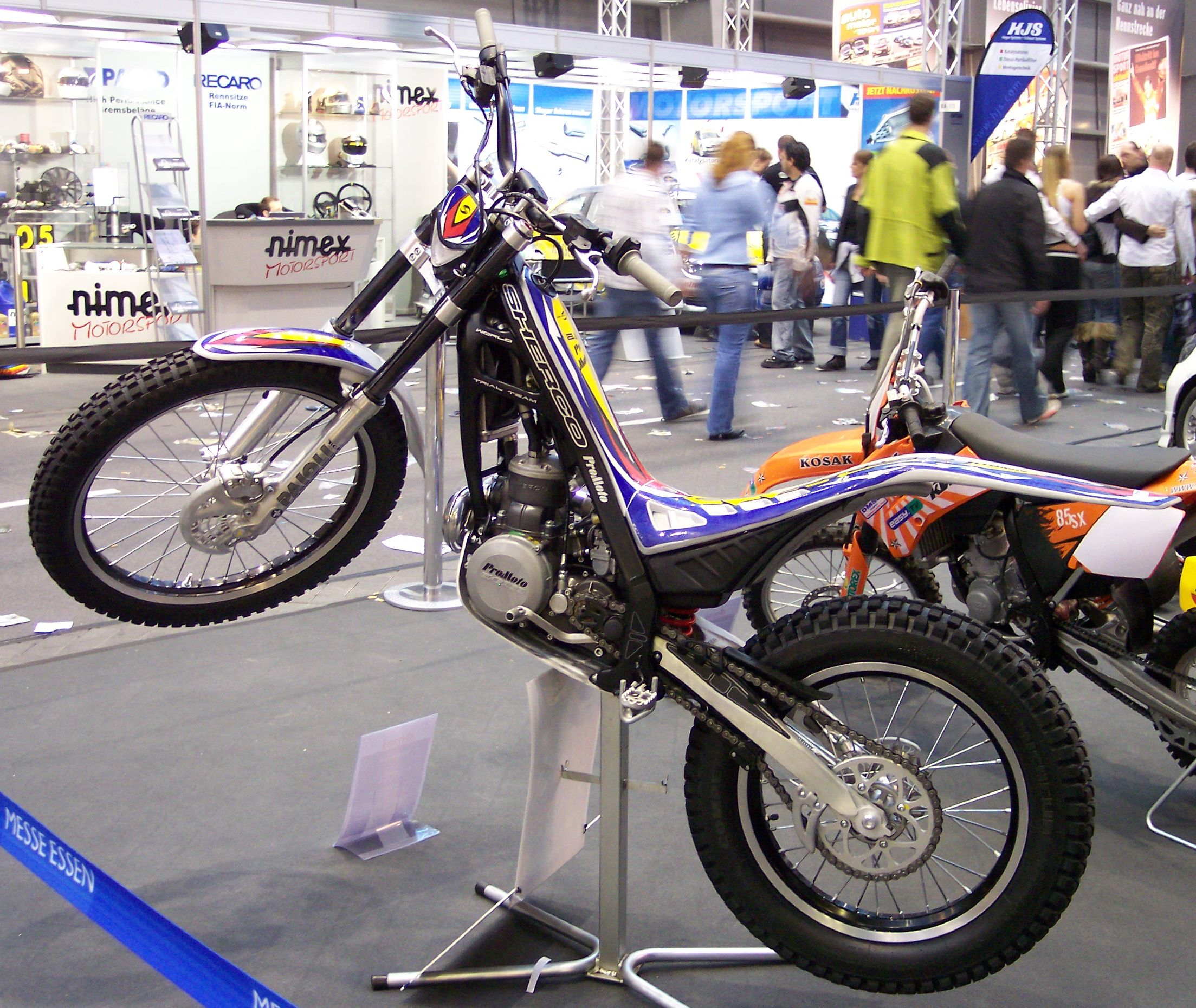
Sherco Trial 2.9

Триальный мотоцикл создаётся для специальных соревнований — мототриала, которые заключаются в езде по трассам такой сложности, что на любом другом мотоцикле там не проедешь. Поэтому мотоцикл делается максимально лёгким, с двигателем кубатурой 50-80-100-125 см³. Характеристики двигателя приспособлены под езду по препятствиям.

### Спортивный мотоцикл

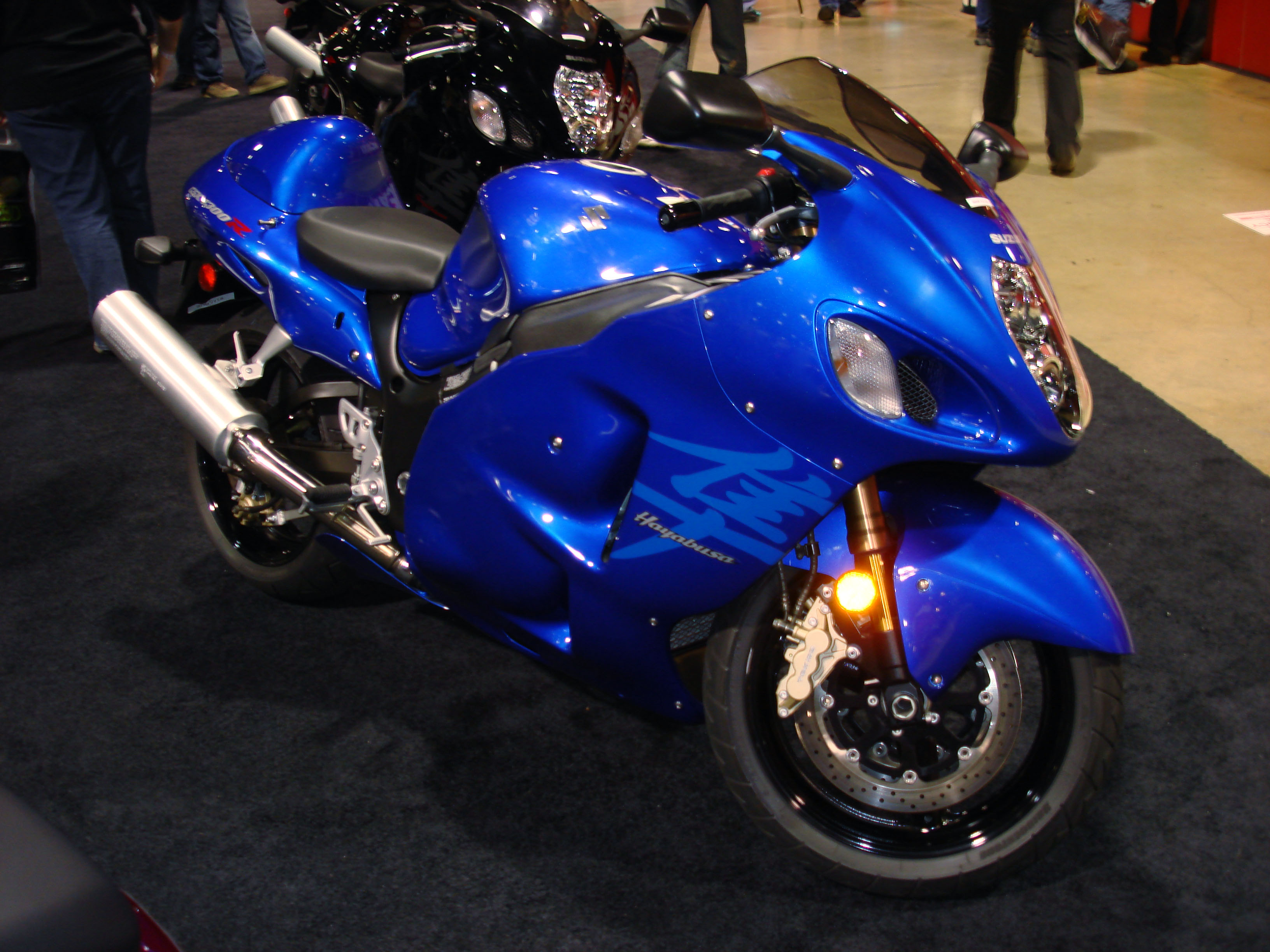
Suzuki GSX-1300R Hayabusa 2007 года

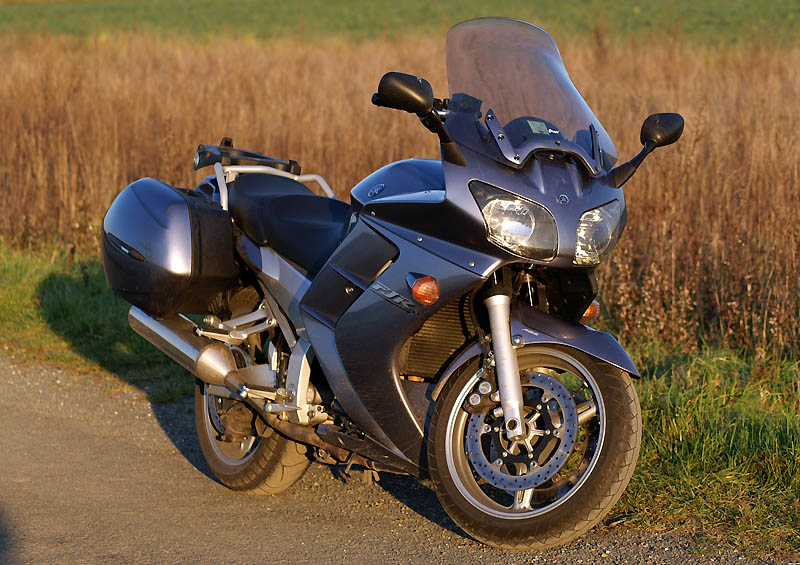
Yamaha FJR-1300 2003 года

Спортивные мотоциклы предназначены для участия в спортивных соревнованиях (гонках). За более чем столетнюю историю мотоциклы претерпели большие изменения, начиная от обычных приспособленных для участия в соревнованиях, до специализированных, созданных для конкретного вида соревнований, таких как шоссейно-кольцевые гонки, супермото, мотокросс, спидвей, гонки по льду.
Современный спортбайк
Спортбайки выпускаются с 2-тактным двигателем в классах 50, 125, 250 см³. и с 4-тактным двигателем в классах 250, 400, 600, 750, 1000 см³. и более. При этом в создании спортбайка основной упор делается на получение максимальной мощности от двигателя и максимальной управляемости на высоких скоростях. Особенностями спортбайка являются:
- Спортбайк полностью закапотирован пластиковой обшивкой для уменьшения сопротивления воздуха. Гражданская версия имеет всю необходимую дорожную светотехнику, спортивная версия делается без фар и указателей поворота — на треке они не нужны.
- Двигатель спортбайка, как правило, или 4-цилиндровый рядный (все японские спортбайки и BMW, а также итальянская MV Agusta), или 2-цилиндровый V-образный (все итальянские спортбайки кроме MV, Suzuki TLR, Honda VTR). Реже используются другие конструкции — 4-цилиндровый V-образный (технология, идущая из MotoGP, где её используют Honda, Yamaha и с недавнего времени Ducati), 3-цилиндровый рядный (Benelli, Triumph), 1-цилиндровый (125 см³ 2-тактные спортбайки), 2-цилиндровый рядный (Kawasaki: Ninja 250, Ninja 300), 2-цилиндровый оппозитный (BMW). Двигатели жидкостного охлаждения, часто с маслорадиатором, размещённые поперёк рамы. Мощность двигателей 125 см³ 2-тактных — 30-35 л. с., 250 см³ 4-тактных — 40-45 л. с., 400 см³ — 60-75 л. с., 600 см³ — около 120 л. с., 750 см³ — до 150 л. с., 1000 см³ — 180—201 л. с. (гражданские) и 210—250 л. с. (гоночные), более 1000 см³ — 190—205 л. с. Все двигатели атмосферные, некоторые снабжены инерционным наддувом. Спортивные мотоциклы с турбокомпрессором и впрыском закиси азота (участвуют только в драг-гонках) имеют мощность более 300 л. с.

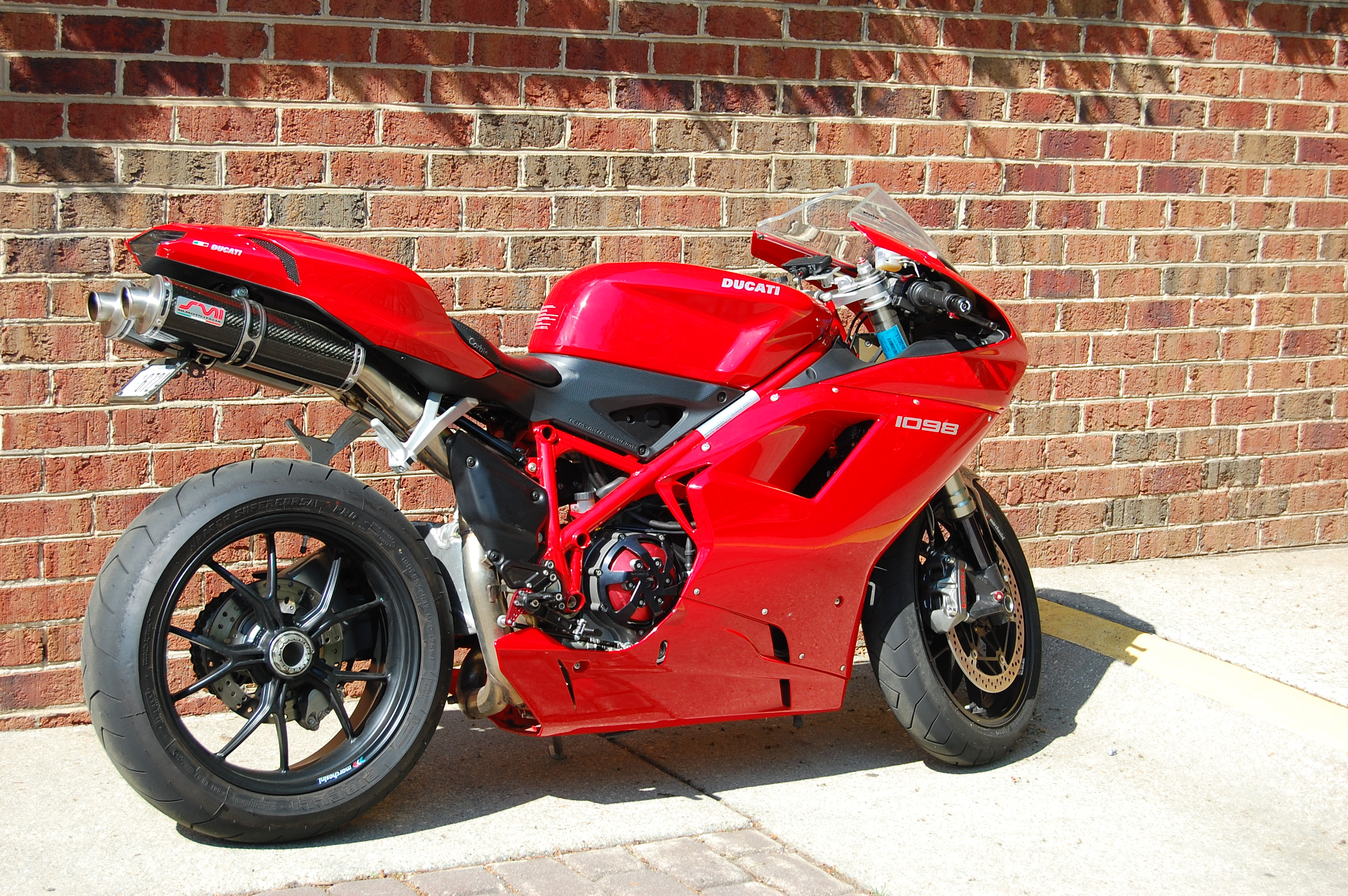
Ducati 1098

- Спортбайк создаётся с максимальным применением легкосплавных деталей — рама, колёса, маятник, детали вилки, траверсы. За счёт этого на гражданских спортбайках с двигателем объёмом 1000 см³ удаётся достичь сухого веса 180 кг и соотношения мощности к весу 1:1. При этом используются технологии конструкции подвесок, максимально уменьшающие неподрессоренную массу: картриджные вилки перевёрнутого типа и моноамортизаторы — с полным набором регулировок, консольные маятники и т. д. Всё это делается для улучшения управляемости мотоцикла, которая становится практически эталонной.
- Угол крепления вилки спортбайка делается минимальным для улучшения управляемости. Но так как мотоциклы с такой конструкцией рулевой колонки подвержены эффекту шимми, то спортбайки (большая часть уже с завода) оснащены рулевым демпфером, по конструкции напоминающим автомобильный амортизатор — он гасит колебания руля, не допуская потери управляемости и падения.
- Спортбайк оснащается максимально производительными тормозами. На них используются дисковые тормоза с радиальным жёстким креплением суппортов, лепестковые карбоновые диски, армированные тормозные магистрали, на спортбайках Buell тормозной диск крепится на обод колеса, чем достигается его наибольший диаметр и наибольшая эффективность. Такие тормоза могут обеспечить водителю быстрое и контролируемое торможение со скорости 250 и более км/ч, на которых проходятся прямые участки трека, до 100—120 км/ч, на которой проходятся повороты.
- Спортбайк оснащается прямоточной или полу-прямоточной выпускной системой, задача которой — быстрый отвод газов от двигателя и выпуск их в задней части мотоцикла без задержек в глушащих звук элементах. Детали такой системы часто изготавливаются из карбона. Отсюда ещё одна особенность мотоциклов такого типа — громкий звук выхлопа.
- Резина на спортивные мотоциклы ставится особая, для гонок на треке — слик (резина без рисунка протектора), для гражданского использования — специальная резина, обеспечивающая максимальную эффективность торможения и управления. Обычный размер колёс на спортбайках — 17 дюймов, обычная размерность резины — 120/70 спереди и 160—190/55 сзади (первая цифра означает ширину резины в миллиметрах, вторая — высоту в процентах от ширины).
- Посадка водителя на спортбайке диктуется требованиями к минимизации воздушного сопротивления и максимальной управляемости в поворотах. Поэтому подножки водителя подняты и отодвинуты назад, а сам он сидит сильно наклонившись вперёд, во время гонки — лёжа на баке. Такая посадка удобна для управления, но не рассчитана на длительную езду. По этой же причине пассажирское сиденье на гражданских спортбайках не рассчитано на длительную езду пассажира на нём, а на многих мотоциклах его нет вовсе — на его месте стоит аэродинамический колпак.

Поскольку управление спортбайком (особенно на треке) — задача достаточно сложная и опасная, он выдвигает самые высокие требования к умению водителя и к защитной экипировке, которая делается с максимальной степенью защиты от удара и стирания об асфальт. Однако, высокие скорости делают вождение этого типа мотоциклов довольно опасным, подтверждение чему — спортбайки занимают первое место по количеству аварий и количеству погибших в них.
Использование высоких технологий обуславливает высокую цену. Так, гражданская Honda CBR-600RR стоит 12000 долларов, гоночная Honda CBR-600RR Hannspree — 87 000 долларов.
Подклассами этого класса являются спорт, суперспорт и спорт-турист. Суперспорт отличается 4-цилиндровыми двигателями кубатурой более 1000 см³ (Kawasaki ZX-12R и ZX-14R, Suzuki GSX-1300R), спорт-турист — меньшей мощностью двигателей и приспособленностью под дальние поездки по асфальту: посадкой, близкой к классической, креплениями под кофры, развитой ветрозащитой (Honda CBR-1100XX Blackbird, Yamaha FJR-1300, Kawasaki GTR-1400). Некоторые спорт-туристы имеют карданный привод заднего колеса.

### Квадроцикл и трицикл
Квадроцикл это мотоцикл с четырьмя колёсами, трицикл с тремя колёсами.

#### Мотоцикл с коляской
Мотоцикл с коляской можно отнести к трициклам, так как в основном у коляски одно колесо.

#### Грузовой мотоцикл

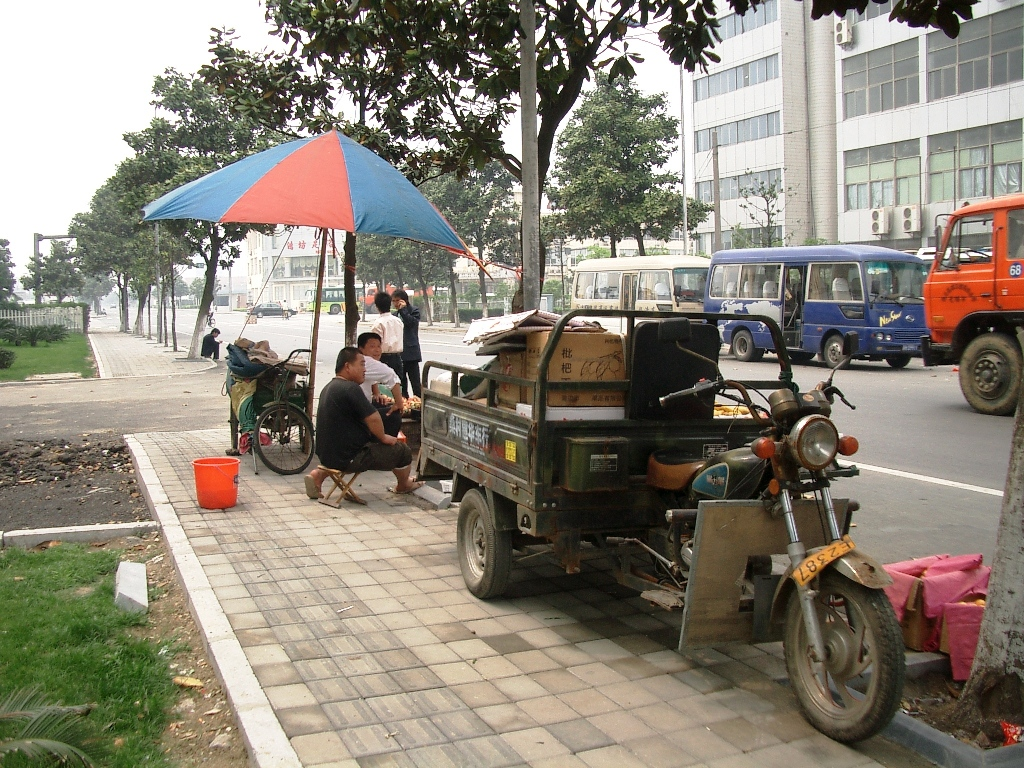
грузовой мотоцикл

Трёхколёсный мотоцикл похожий на грузовой мотороллер или на пикап. Также существуют моторикши на основе мотоцикла.

### Гидроцикл
Гидроцикл или водный мотоцикл, мотоцикл для передвижения по воде.

### Снегоход
Снегоход разновидность мотоцикла для передвижения по снегу с помощью гусениц и лыж.

### Электромотоцикл
- электромотороллер

Конструкция:
В основу положен корпус (рама) бензинового мотоцикла (типа «стрит», «чоппер», «эндуро», «триал» или «классик»), у которого внутрирамное пространство занимает блочный аккумулятор (Li-ion или Li-po) и электромотор. Именно от ёмкости и конструкции АКБ и адаптера зависят дальность поездки и время зарядки электромотоцикла. На большей части современных электромотоциклов цепной (или ремённый) привод на ведущее заднее колесо сохраняется, но вместо ДВС в раме устанавливается электромотор, что снижает неподрессоренную массу и применяется, например, на электромотоциклах типа эндуро.
Всё большее распространение вместо ДВС и цепного привода получает мотор-колесо, где в ступицу заднего (а также в ряде случаев и в переднего) колеса встраивается бесщёточный электродвигатель. Его мощность и тяговая характеристика определяют максимальную скорость и динамику электромотоцикла (электроскутера и т. п.).
Преимущества и недостатки электромотоцикла в сравнении с бензиновым мотоциклом:
- при мощности электродвигателя до 4 КВт не требует постановки на учёт и получения номеров;
- не использует углеводородное топливо и не создаёт вредных выхлопов;
- практически не требует смазки;
- не нуждается в частых ТО ввиду отсутствия ДВС, который требует регулярного сервиса, а также является основной причиной поломки обычных мотоциклов;

Полная экологическая чистота и бесшумность позволяют передвигаться на электробайке в пешеходных зонах исторических центров городов, городских парках и прочих заповедных зонах.
Особенности:
- пониженный уровень шума электромотоцикла на малой скорости может привести к ДТП с пешеходами, что решается установкой специальных звуковых сигналов. Для любителей «мотоциклетного» звучания для электромотоцикла разработан электронный генератор шума, имитирующий работу известных моделей мотоциклов (подача звука возможна и не в окружающую среду, а непосредственно в шлем водителя);
- не позволяет «жечь резину» — двигатель блокируется при нажатии тормоза.

Недостатки:
- по состоянию на 2020 год розничные цены как на электрические мотоциклы в целом, так и на их комплектующие (прежде всего, литиевые аккумуляторы) остаются сравнительно высокими по сравнению с обычными мотоциклами;
- электромотоциклов всё ещё имеют сравнительно низкий пробег на одной зарядке, что препятствует применению электромотоциклов, например, в туризме;
- длительное время зарядки аккумулятора (на ряде моделей проблема решается использованием быстросменных батарей с адаптерами кассетного типа);
- быстрый расход заряда АКБ при езде на высоких скоростях;
- батареи имеют преимущественно воздушное охлаждение, из-за чего они перегреваются и уходят «в режим температурной защиты», что удлиняет время зарядки;
- для зарядки АКБ требуются специальные адаптеры и зарядные устройства;
- не всегда возможна зарядка АКБ от сети 220V.
- малое количество специалистов по электрике и электронике электромотоциклов на СТО;
- отрицательное влияние низких температур на ёмкость аккумуляторов;
- в случае, если от батареи электромотоцикла питаются другие устройства (мобильные телефоны, плееры, акустическая система, навигатор и т. д.), то пробег на одной зарядке заметно падает;
- во многих странах всё равно введены или вводятся транспортные налоги на электромотоциклы, несмотря на то, те не производят вредных выбросов;
- в случае заклинивания мотора невозможно разблокировать ведущее колесо выжиманием сцепление (впрочем, заклинивание электродвигателя — явление достаточно редкое);
- невозможность относительно легко увеличить возимый запас энергии (что в случае мотоцикла с ДВС решается дополнительными канистрами с топливом);
- в случае разрядке аккумулятора при отсутствии поблизости зарядной станции, совершить подзарядку от проезжающего мимо автомобиля (или большей части электромобилей) невозможно. Тем не менее, возможна подзарядка от любой доступной бытовой розетки при наличии адаптера.

### Скутер (мотороллер)

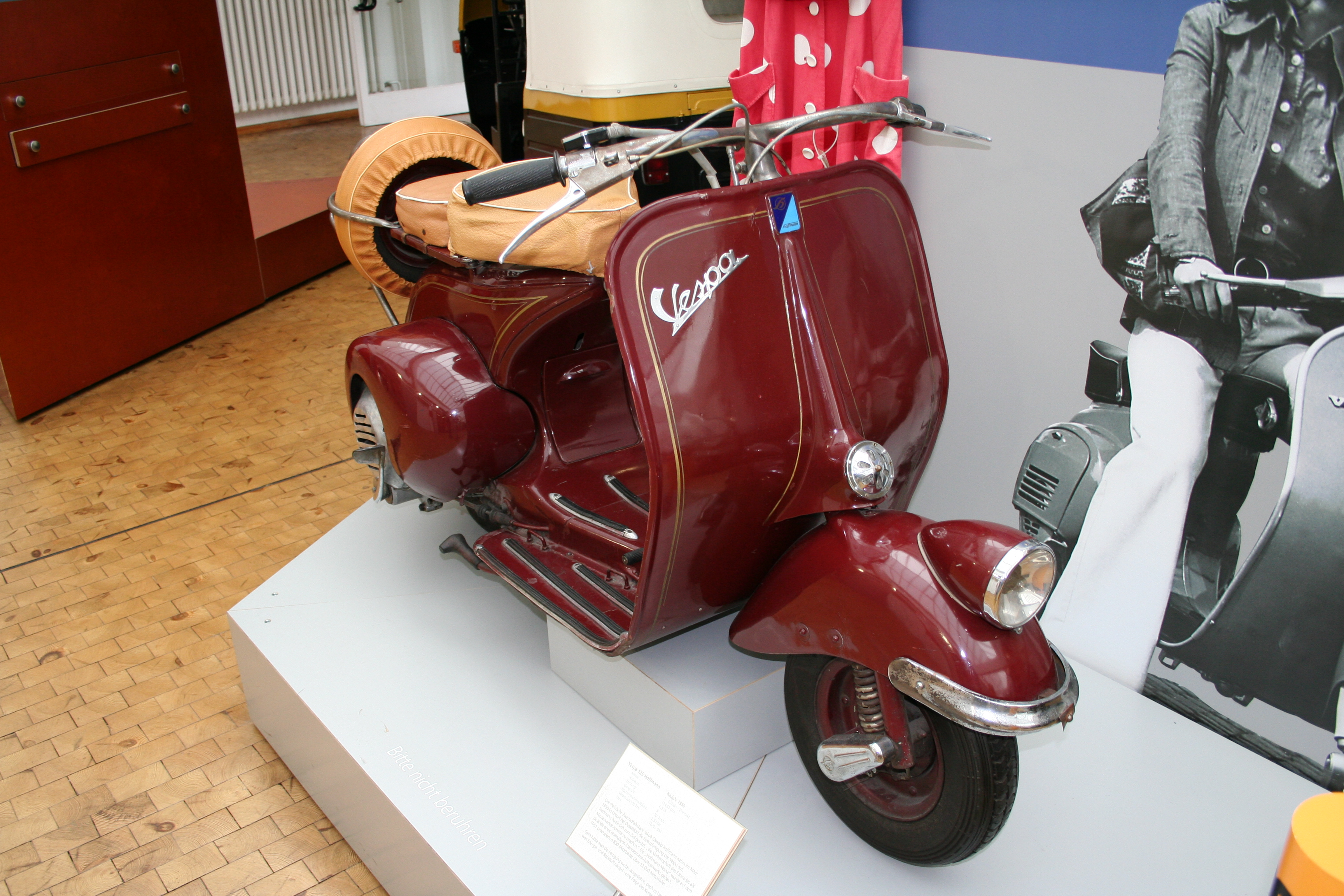
Скутер Vespa 125 в Немецком технологическом музее в Берлине

Скутер (по-русски этот класс транспортного средства называется «мотороллер») появился как недорогой способ перемещения по городу в послевоенной Италии, где компания Piaggio выпустила первый свой скутер Vespa. Скутеры по конструкции сильно отличаются от малокубатурных мотоциклов тем, что:
- Двигатель вместе с коробкой передач (с конца 1970-х — с вариатором) сблокирован с задним колесом и маятником;
- Скутер весь закапотирован обшивкой (с конца 1970-х — пластиковой), имеет удобную площадку для ног водителя за передним щитком и бак под сиденьем. Реже под площадкой для ног;
- Скутер оснащён колёсами меньшего диаметра, чем на мотоциклах — от 8 дюймов на некоторых японских 50-кубовых скутерах до 15 дюймов на гиперскутерах;
- Скутер максимально приспособлен для повседневной эксплуатации его водителем-новичком.

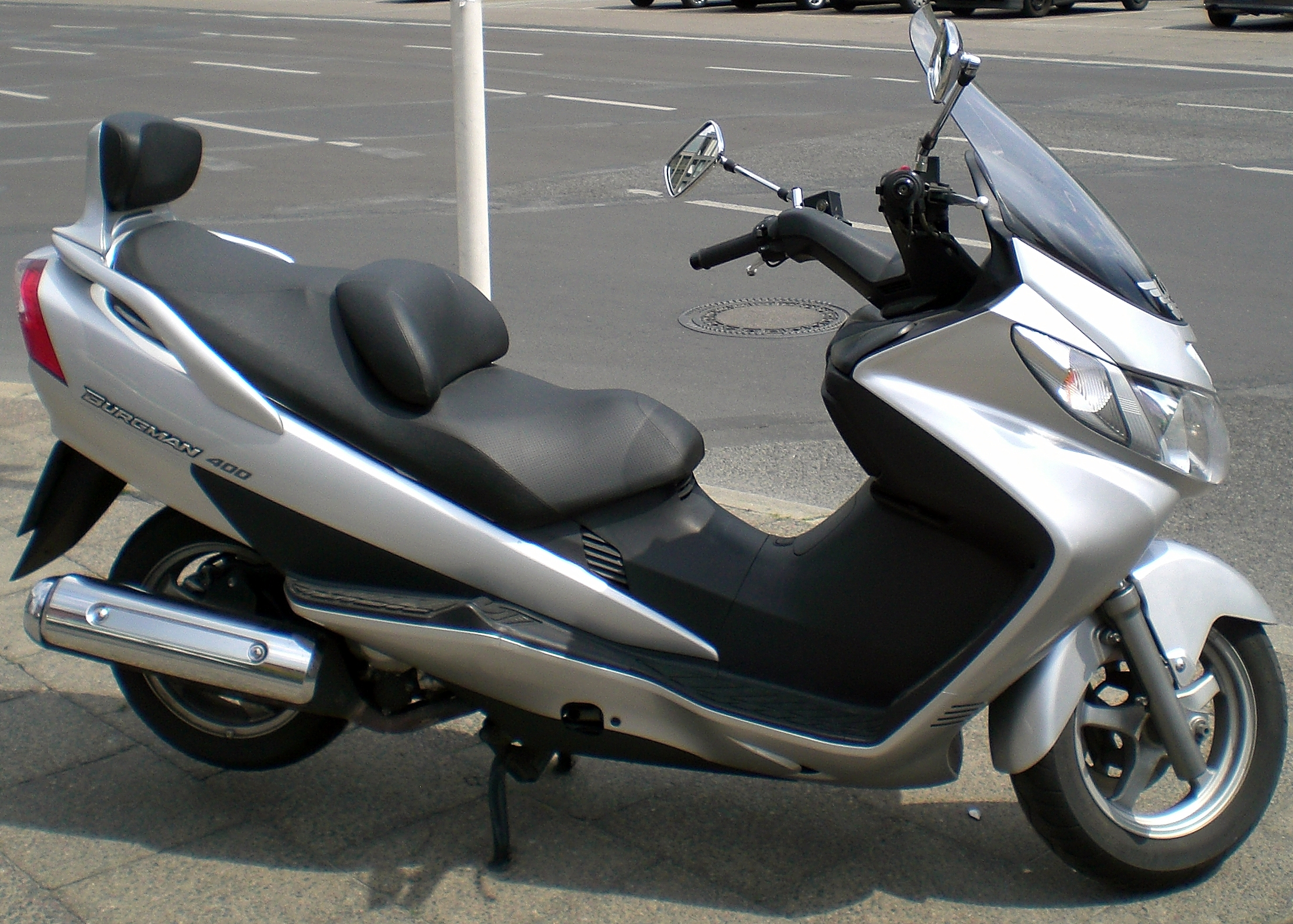
Скутер Suzuki Burgman AN-400 2007 года

В 1960-х годах были выпущены первые скутеры с двигателем объёмом 50 см³, не требующие водительских прав и регистрации для езды. С тех пор скутеры стали популярным транспортом у молодёжи. Сегодня существуют четыре основных типа скутеров: помимо собственно скутеров, есть максискутеры, гиперскутеры и скутеретты.
Скутер — «микроорганизм» дорожного движения. Двигатели с рабочим объёмом 50, 100, 125, 150 см³, простая конструкция, колёсные диски диаметром 8, 10, 12 дюймов (есть модели и с 15-17 дюймовыми дисками), весь обшитый пластиком и ориентированный на каждодневную езду по городу. Скутеры имеют весь необходимый комплект светотехники, передний дисковый тормоз (на некоторых 50 кубовых моделях и задний тормоз дисковый) и рассчитаны на передвижение по городу со скоростью 60 — 90 км/ч. Есть грузовые модели скутеров, использующиеся для развозки, где сзади стоит широкое колесо или два колеса, есть скутеры с кабиной.

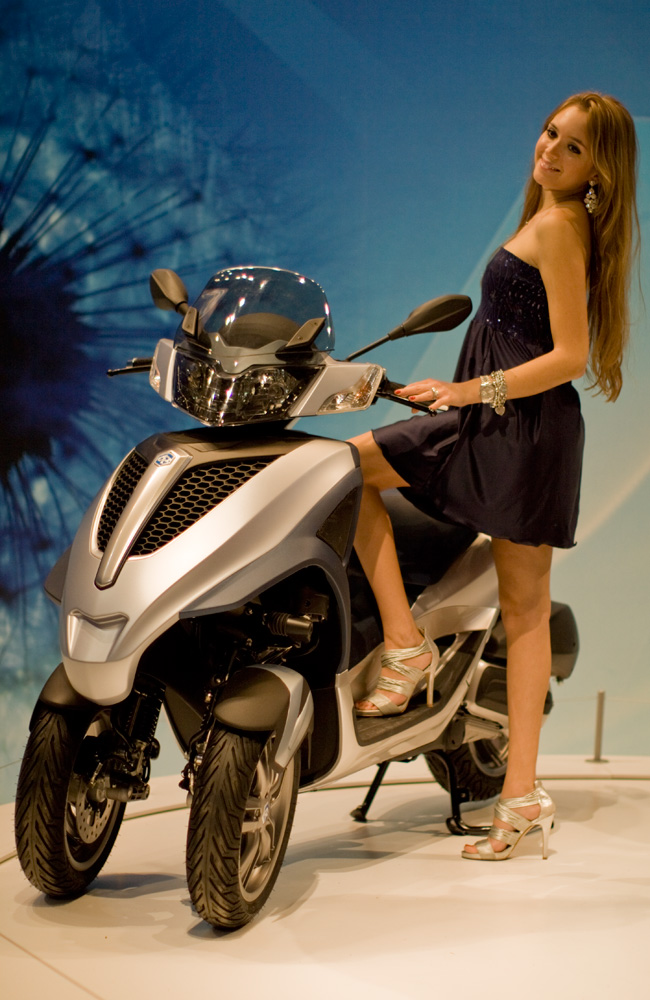
Motonews.ru: Трёхколёсный скутер Piaggio, на выставке EICMA 2010

Максискутер — скутер кубатурой 125-150-250-300-400 см³, являющийся по сути полноценным мотоциклом, но с характерным дизайном. Он создан для максимально комфортной езды по городу — развитая ветрозащита, удобное двухместное сиденье, мощный и в то же время экономичный двигатель. Конструкция силового агрегата такая же, как и у скутеров: двигатель с выхлопной системой, сблокированный с вариатором, на котором закреплено заднее колесо с тормозным механизмом. Эта конструкция обуславливает невысокую проходимость максискутера вне асфальта.
Гиперскутер — это скутер кубатурой 500—800 см³, который внешне ничем не отличается от максискутера. Отличия находятся под пластиком — двигатель и вариатор гиперскутера жёстко закреплены на раме, а привод заднего колеса осуществляется цепью, находящейся внутри маятника в масляной ванне. Такая конструкция помогает снизить неподрессоренную массу и тем самым установить более мощный и более тяжёлый двигатель. Гиперскутеры способны ускоряться до 200 км/ч. и предназначены для длительных путешествий, для чего у них есть большая подседельная ёмкость, удобные места водителя и пассажира и возможность крепления кофров.
Скутеретта — переходное звено между скутерами и мотоциклами. Это скутер на больших колёсах (диаметром 17 дюймов), двигатель которого вместе с коробкой передач закреплён в раме, а передача крутящего момента на колесо происходит цепью в кожухе. В то же время автоматическое сцепление облегчает управление им для новичков. Скутеретты, как правило, закапотированы пластиком со всех сторон.

### Мопед
Мопед маломощный мотоцикл изначально с педальным стартером. На одних педалях, как велосипед он не может поехать. Максимальная конструктивная скорость мопеда не превышает 50 км/ч, имеющее двигатель внутреннего сгорания с рабочим объёмом, не превышающим 50 см³, или электродвигатель номинальной максимальной мощностью в режиме длительной нагрузки более 0,25 кВт и менее 4 кВт. К мопедам приравниваются квадроциклы и трициклы, имеющие аналогичные технические характеристики

#### Мокик
Мокик мопед с кикстартером, как у мотоцикла, среднее между мопедом и мотоциклом.

#### Велосипед с мотором
К мопедам относят также велосипед с мотором и электровелосипед, на которых можно ездить и как на обычном велосипеде, если закончится бензин или сядет аккумулятор.

## История развития мотоцикла
Первый известный моторный двухколёсный экипаж — велосипед с паровой машиной — построен в 1869 году. французом Пьером Мишо. Тяжёлый кованый остов и двигатель всего в четверть лошадиной силы с громоздким котлом сделали машину малопригодной для езды. Паровые велосипеды, созданные изобретателями-одиночками XIX столетия, остались единичными экспериментами. В 1882 г. Энрико Бернарди из Университета Падуи запатентовал одноцилиндровый бензиновый мотор объёмом 122 см³ (7,4 куб. дюйма) мощностью 0,024 л. с. (17,9 Вт) и установил его на трёхколёсный велосипед своего сына. 

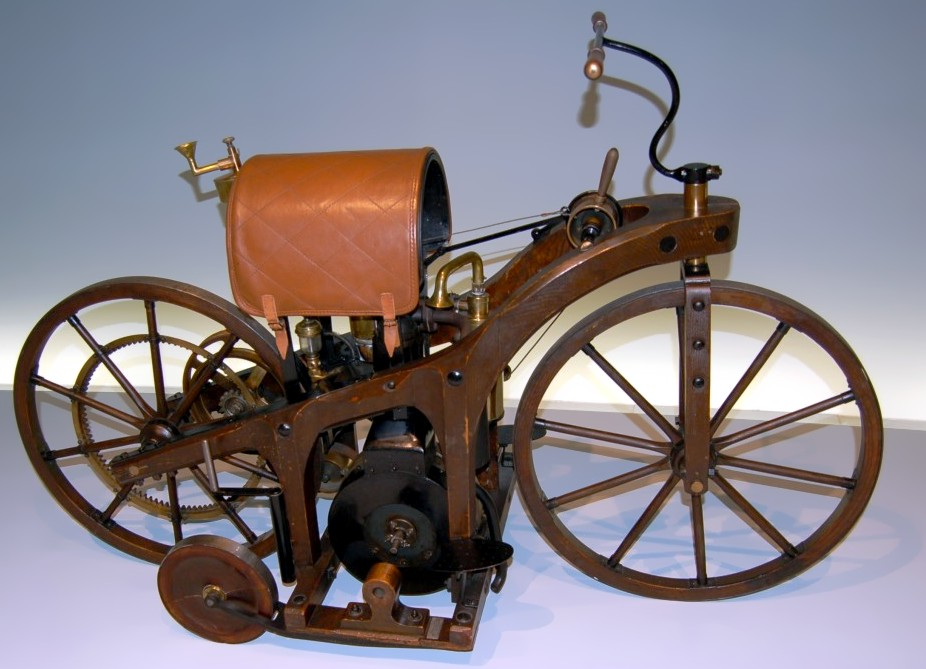
Мотоцикл Даймлера с ДВС (1885 год)

Первый мотоцикл с ДВС ((Daimler Reitwagen)) был построен в Германии немецкими инженерами Готлибом Даймлером и Вильгельмом Майбахом в 1885 году. Бензиновый карбюраторный двигатель Даймлера и Майбаха имел мощность 1,5 л. с. и был установлен на деревянной раме с деревянными колёсами. На первых испытаниях мотоцикл развил скорость 12 км/ч. В этом же году он был запатентован Даймлером как «машина для верховой езды с керосиновым двигателем». Таким образом, мотоцикл в современном понимании появился на год раньше первого бензинового автомобиля.
В 1894 году открылось первое серийное производство мотоциклов. Машина «Хильдебранд и Вольфмюллер» напоминала велосипед с дамской рамой и была ещё очень несовершенна. Сделано было порядка 2000 штук за три года существования марки.
В первые годы XX века мотоцикл приобрёл популярность благодаря дешевизне и спортивному духу. Основаны старейшие из известных в мире европейских и американских марок: 1899 год — Matchless (Великобритания); 1901 год — Royal Enfield (Великобритания), FN (Бельгия); 1902 год — Triumph (Англия) и Indian (Соединённые Штаты Америки); 1903 год — Harley-Davidson (США), Husqvarna (Швеция); 1908 год — NSU (Германия); 1910 год — BSA (Англия); 1911 год — Benelli (Италия).

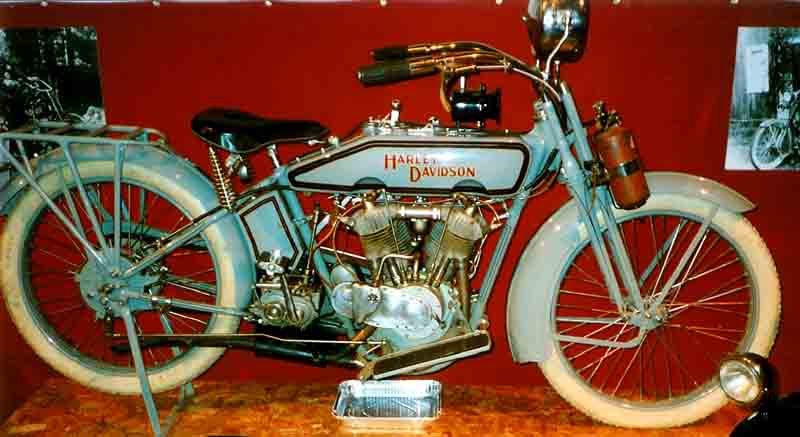
Harley Davidson 1916 года с двигателем 1000cc.

Типичный мотоцикл 1900-х — середины 1920-х годов представлял собой раму велосипедного типа с низко установленным в переднем треугольнике тихоходным тяжёлым двигателем, часто с непосредственным ремённым приводом на колесо. В 20-х активизировались итальянские и немецкие фирмы, мотогонки стали массовым и зрелищным спортом, ускорив развитие компоновки и технологии.

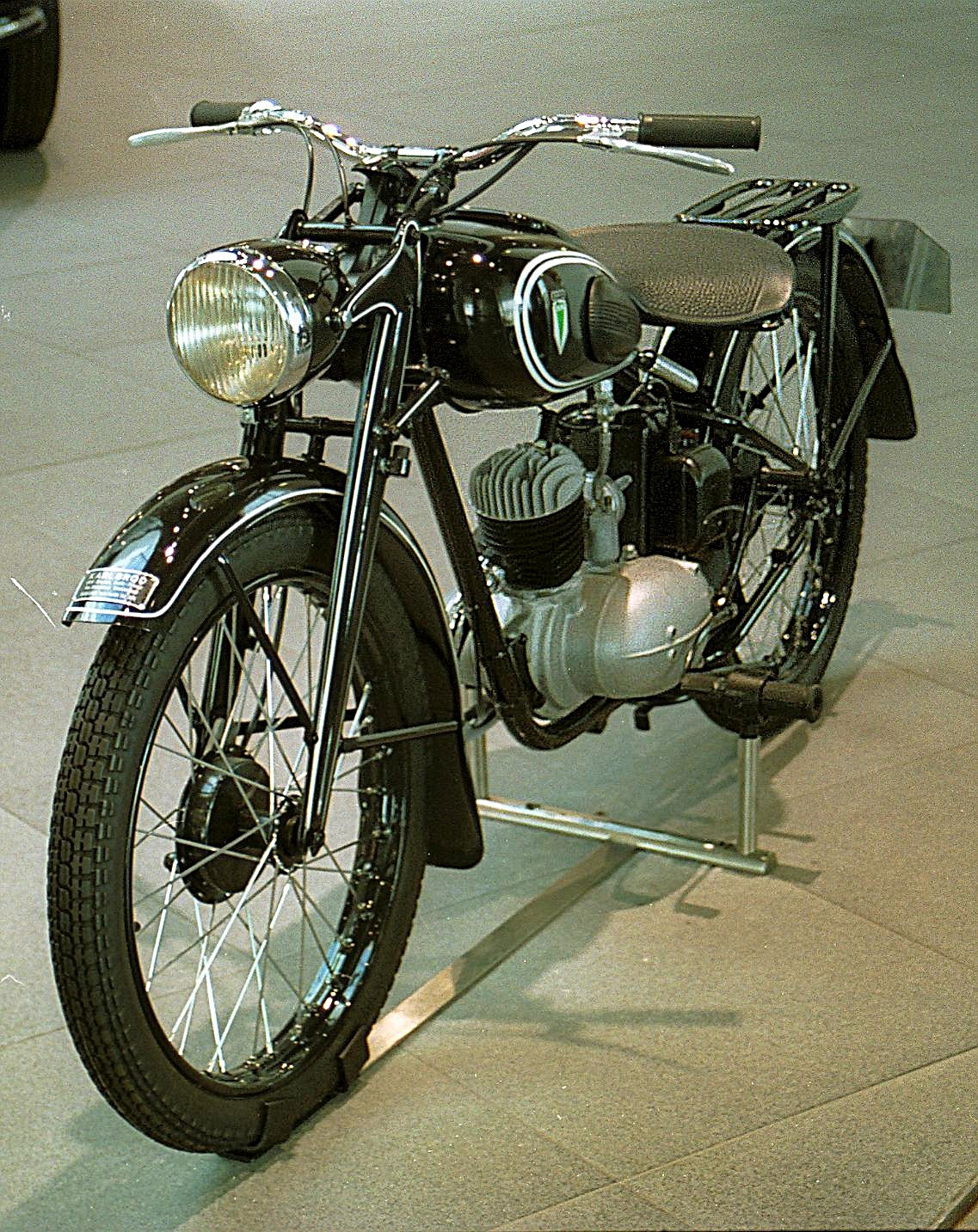
DKW RT 125 — лёгкий мотоцикл классического периода.

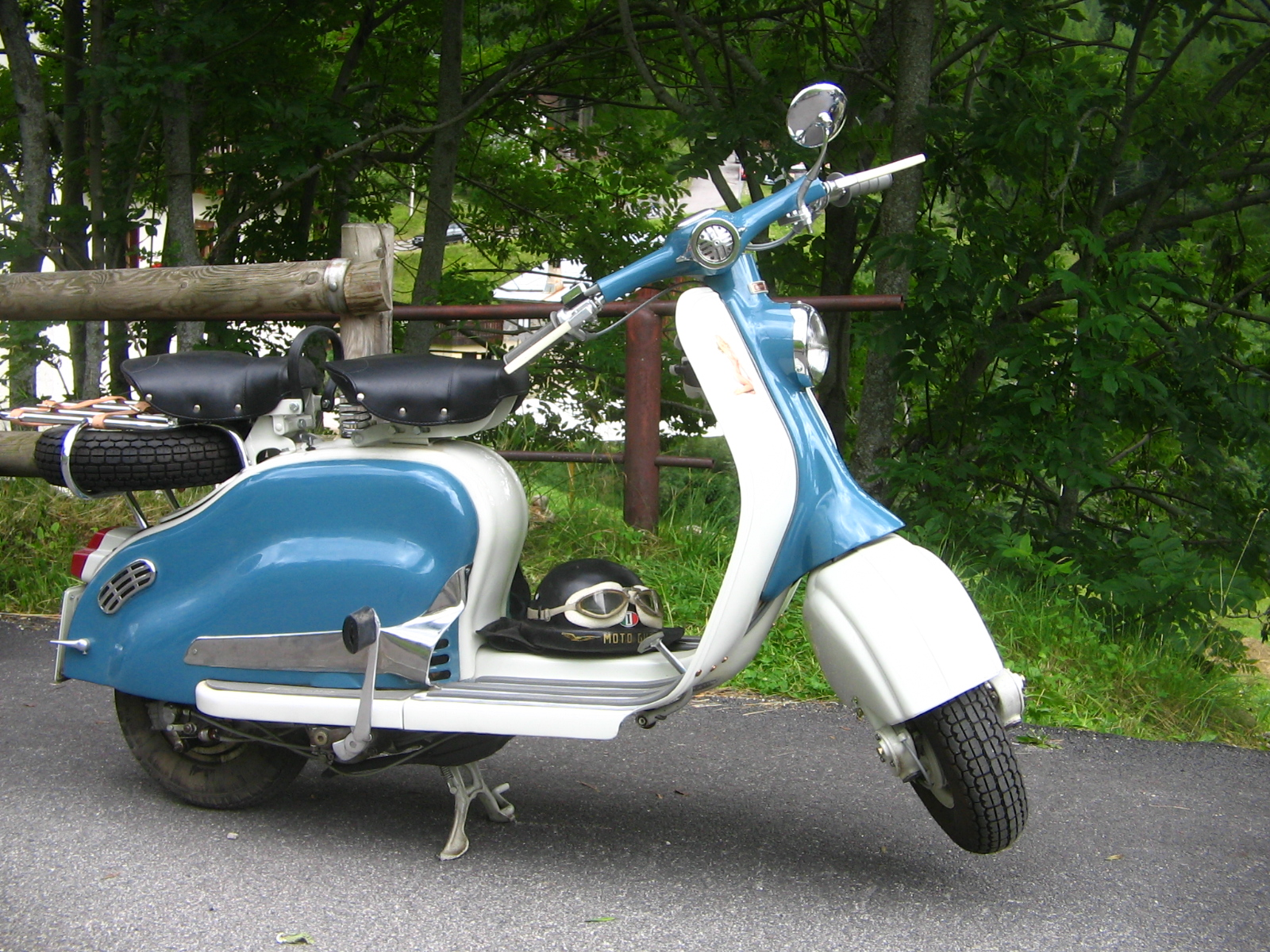
Lambretta — один из известных итальянских мотороллеров 1950-х годов

К середине 1930-х годов компоновка мотоцикла приблизилась к современной: алюминиевый двигатель в блоке с коробкой передач, рама повышенной жёсткости на кручение, мягкая подвеска, полное электрооборудование, колёса 16-19 дюймов, привод цепью или карданом, каплеобразный бензобак. 40-50 годы характерны усилением разделения дорожных машин на респектабельные и недорогие утилитарные, развитым капотированием мотоцикла и появлением мотороллера — полностью капотированной машины с передним ветровым щитом, поликом и «табуреточной» посадкой, как правило — на 10-дюймовых колёсах. Всеобщая автомобилизация США в итоге привела к тому, что к 1953 г. в стране остался единственный значимый производитель мототехники — Harley-Davidson.

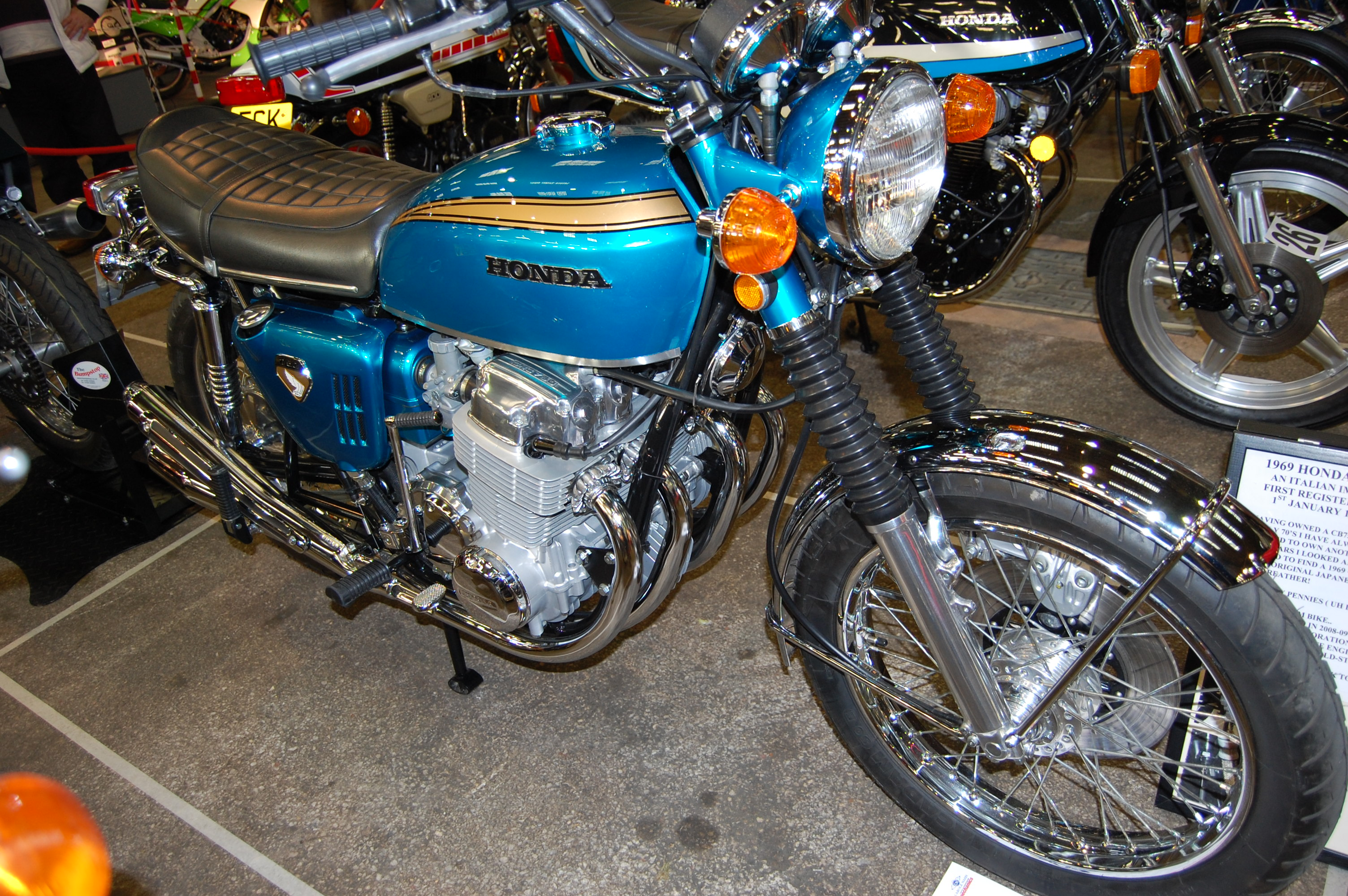
Honda CB 750 (1969 год) — мощный японский мотоцикл периода перехода от дорожного к спортивному стилю.

В начале 60-х на мировой рынок выходят японские производители — Honda, Yamaha, Suzuki, Kawasaki, за 15 лет прошедшие путь от гаражной сборки мотовелосипедов до создания массовых ультрасовременных байков. В 60-70-е рост удельной мощности, популярность гонок и подогревание японскими фирмами спроса на мощные динамичные машины приводит к формированию спортивного, агрессивного стиля в конструировании и дизайне. В развитых странах мотоцикл постепенно перестаёт играть роль утилитарного транспорта, оставаясь рекреационным средством. В противовес скоростным появляется класс машин типа чопперов — тяжёлых, солидных и экстравагантных.
В США к концу 60-х, а в СССР — к середине 70-х сложная общественная ситуация и развитие молодёжных субкультур приводят к формированию характерного образа бунтаря, и в частности — к негативному восприятию мотоциклиста как человека, в глазах обывателя способного поставить личную свободу и интересы узкого сообщества выше закона. Оба государства с помощью полицейских мер и пиара пытались бороться с имевшимися правонарушениями со стороны группировок байкеров путём давления на мотоциклетное сообщество вообще, включая и обычных законопослушных пользователей. Со спадом агрессии в обществе и некоторым подъёмом экономики подобные настроения ушли, но появление байкерских outlaw-«банд» (в том числе и в СССР в конце 1980-х годов) осталось ярким фактом истории мотоцикла, повлиявшим на развитие мотоциклетного движения в мире.

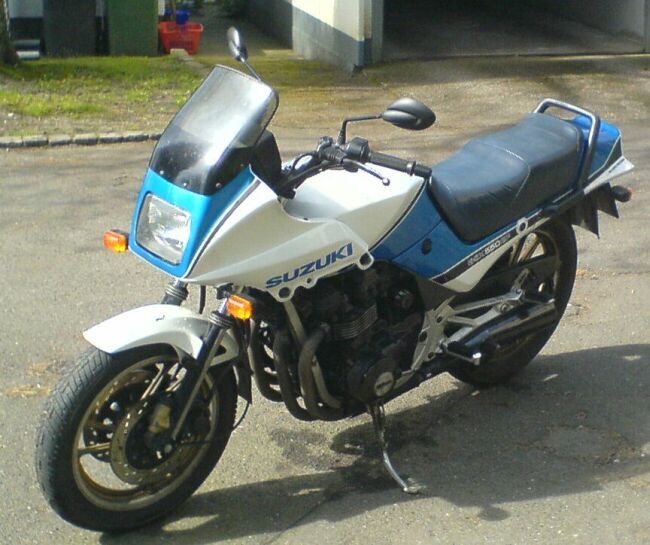
Suzuki GSX550 — типичный облик мотоцикла 1985 года.

В 80-е под влиянием неслабеющей популярности мотоспорта входят в моду обтекатели рубленой формы, с ростом скоростей широко применяются лёгкие сверхжёсткие пространственные рамы и дисковые тормоза. От кроссовых мотоциклов отпочковываются потребительские «эндуро», появляются квадроциклы, а мотороллер 1950-х годов возрождается в виде современного «скутера» с пластиковой облицовкой, литыми колёсами и двигателем уменьшенной кубатуры при сохранении мощности. Среди «просто мотоциклов» происходит всё большая дифференциация — выделяются «заряженные» стритфайтеры, приближённые к гоночным спортбайки, комфортные массивные и не требующие идеальных дорог туреры, неоклассики — вариации на тему поздних 60-х, от крузеров отпочковываются вычурные чопперы, на базе серийных моделей всех видов вручную изготовляются ещё более причудливые кастомы.

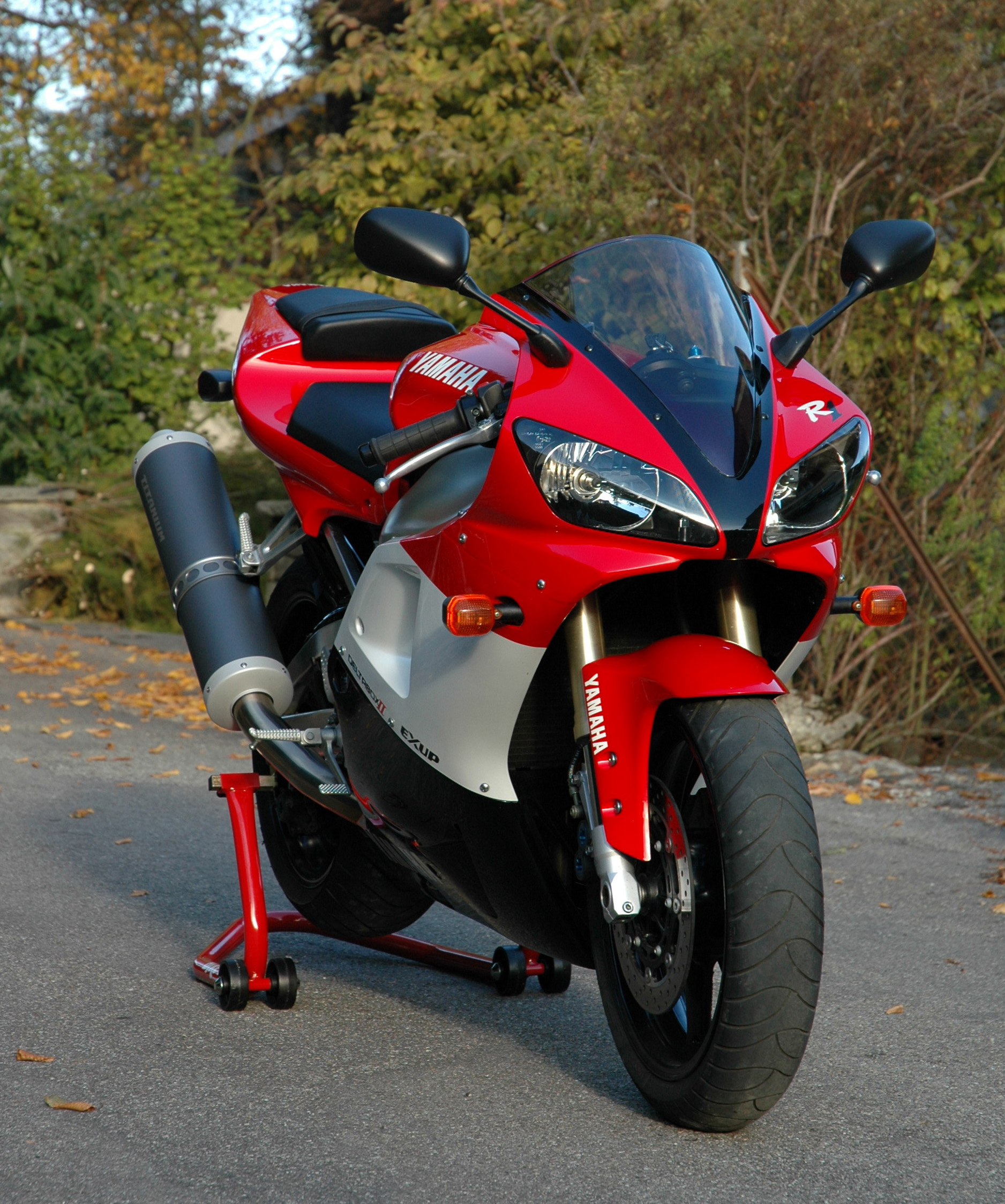
Yamaha YZF R1 — серийный спортбайк начала 2000-х.

1990-е годы — начало 2000-х годов характерны ростом технологического совершенства машин ведущих марок, обусловленным повсеместным внедрением компьютеров в проектирование, материаловедение и дизайнерскую работу. С другой стороны, бурный рост экономик Китая и других стран Юго-восточной Азии почти полностью вытеснил именитые фирмы с рынка дешёвой утилитарной мототехники и полностью удовлетворяет высочайший спрос на лёгкие мотоциклы в развивающихся странах. Теряющие силу европейские производители традиционных марок исчезают либо поглощаются более крупными; мотопромышленность бывшего СССР, на рубеже 80-х достигшая второго места в мире по количественному выпуску, но представленная архаичными моделями, практически прекращает существование.

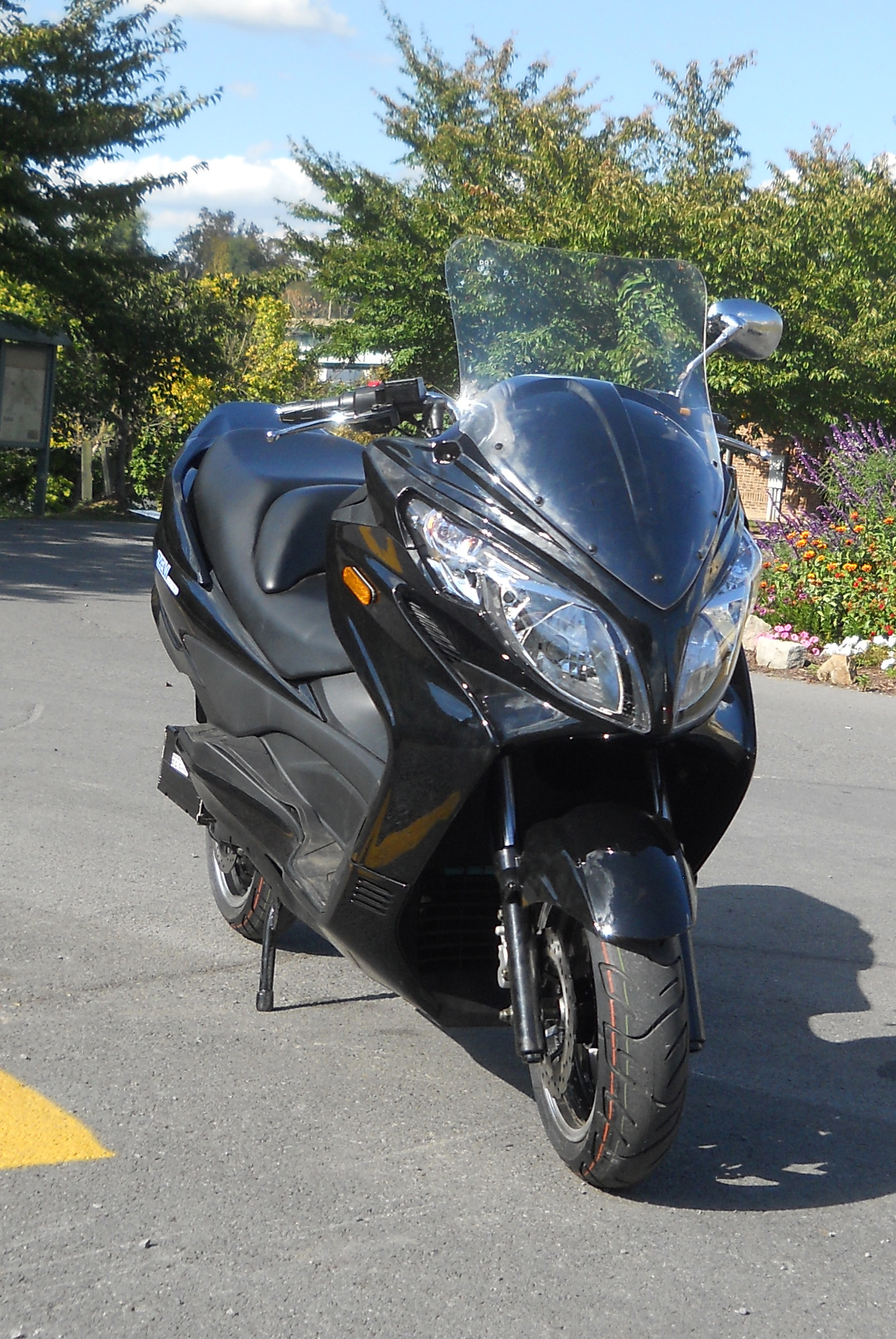
ZEV LRC — электрический макси-скутер с мотором 10kW.

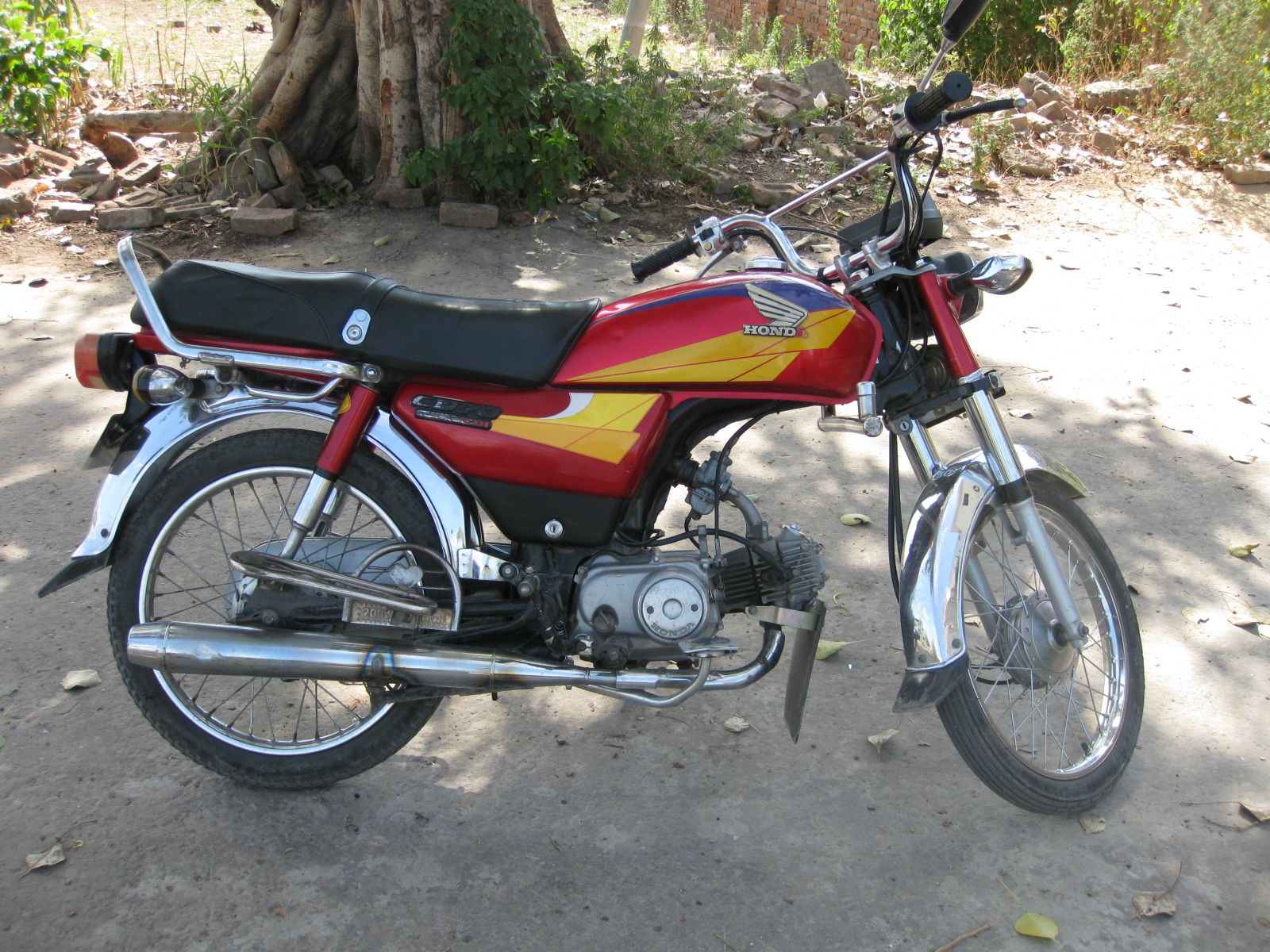
Honda 70 — модель 1970 года, массово копируемая современными производителями из Юго-восточной Азии.

В 2010-е годы в Европе и США растёт количество мелкосерийных эксклюзивных производств, иногда использующих знаменитые в прошлом марки. Яркой чертой новейшего времени явилось появление массового электромотоцикла всех классов — благодаря доведению до потребительского рынка технологий литий-ионных аккумуляторов, мощных бесконтактных электродвигателей и правомерной моде на экологические идеи. Массовые электроциклы особо малых классов широко выпускаются в Китае. В то же время на азиатских и латиноамериканских конвейерах по-прежнему стоят модели с ДВС, ведущие родословную из ранних 60-х и страдающие нестабильным качеством изготовления. Отвёрточная сборка таких же машин из азиатских комплектующих на единичных небольших предприятиях становится практически единственным проявлением мотопромышленности в России.

## Мотоциклетный спорт
Мотоцикл также является популярным спортивным снарядом; проводится множество соревнований в различных дисциплинах (шоссейно-кольцевые гонки, шоссейно-кольцевые гонки сайдкар (боковые коляски) (СССР: 250 см³), мотобол , мотоджимхана, мотокросс, спидвей, дрэг-рейсинг, мототриал и т. д.)

## Рынок мотоциклов
В 2006 году в мире было произведено 44,2 млн мотоциклов (в том числе в Китае — 21,4 млн, в Индии — 8,4 млн). На долю японских марок пришлось 46 %. Выпуск мотоциклов быстро растёт — с 2003 года мировое производство увеличилось на 42 %. Основным рынком сбыта мотоциклетной техники являются азиатские страны. В 2006 году в 11 странах Азии было продано 32,9 млн мотоциклов (в Европе — лишь 2,5 млн.)

## Безопасное вождение и эксплуатация мотоцикла

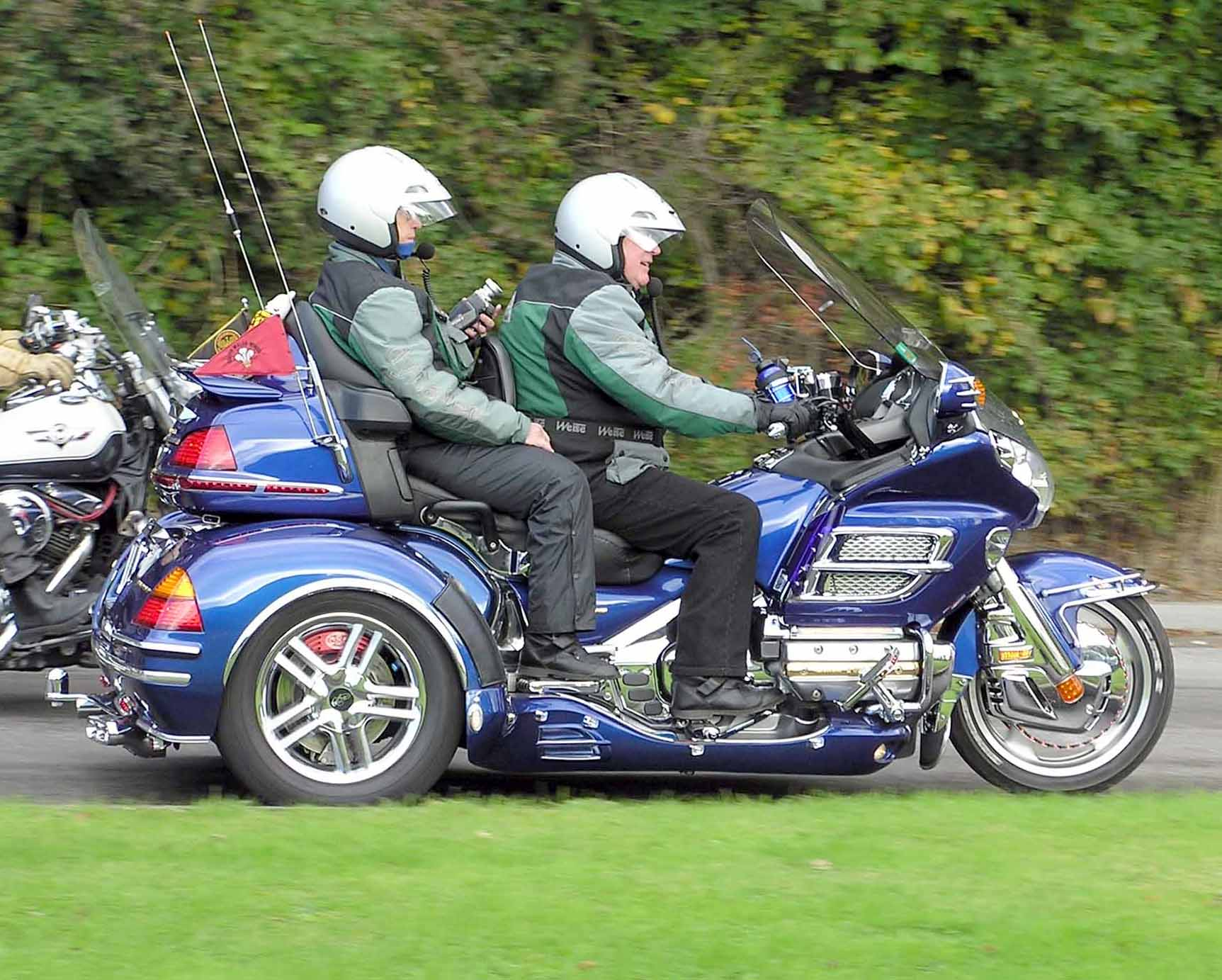
Водитель и пассажир в специальной мотоодежде на трайке Honda GoldWing Cobra Trike

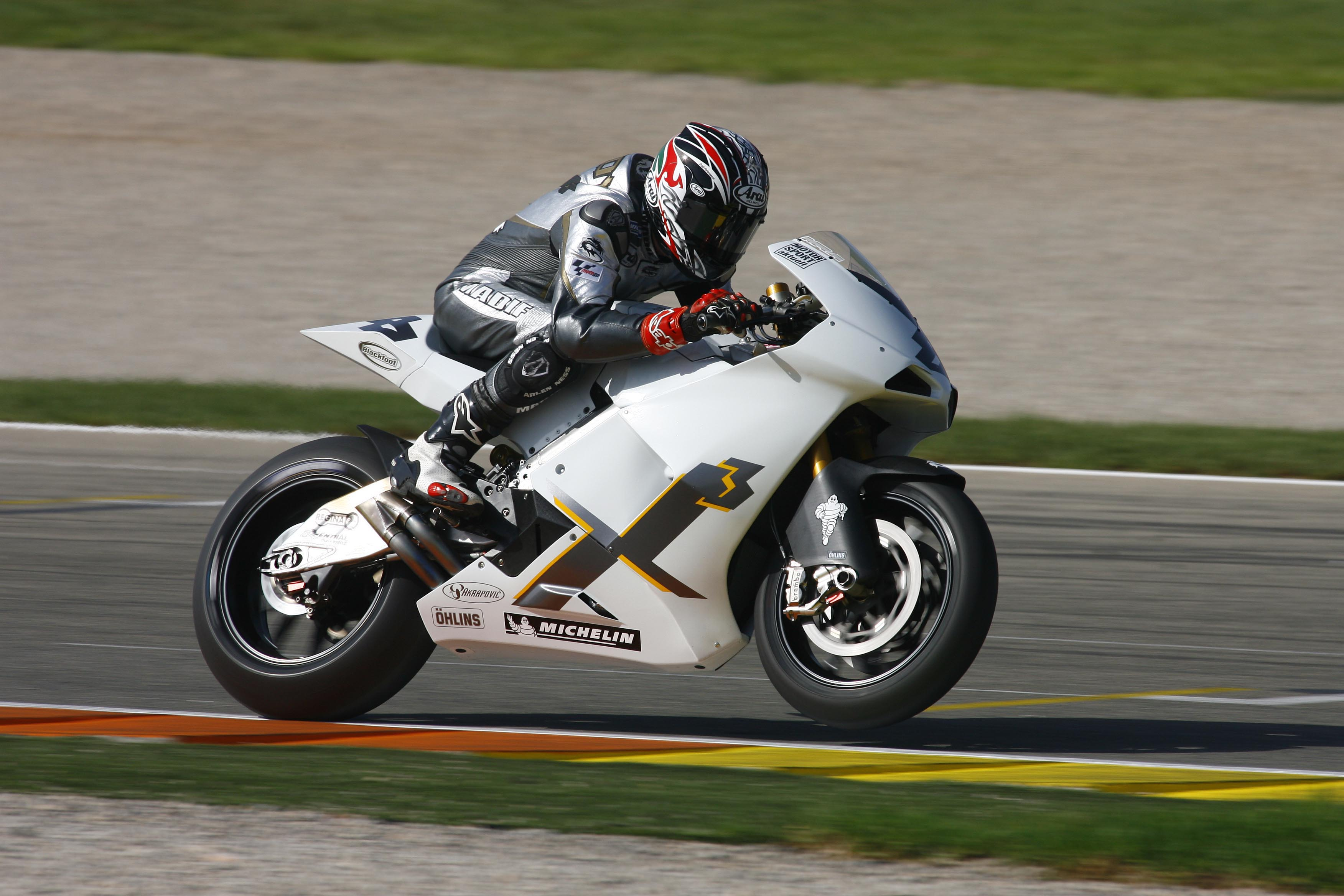
Пилот гонок MotoGP на мотоцикле Ilmor X3

Езда на мотоцикле более опасна, чем на автомобиле. По статистике вероятность погибнуть, находясь за рулём мотоцикла, примерно в 20 раз выше, чем при вождении современного автомобиля. Причины этого как технические: часто мотоциклы обладают лучшей динамикой разгона, а спортивные — и максимальной скоростью (чем легковые автомобили), отсутствует большинство элементов пассивной безопасности, присущих автомобилям, так и психологические: вождение мотоцикла требует большей подготовки водителя, его реакции и собранности, также среди мотоциклистов чаще встречаются любители риска и острых ощущений, что ведёт к неосторожности при вождении и частым нарушениям ПДД.

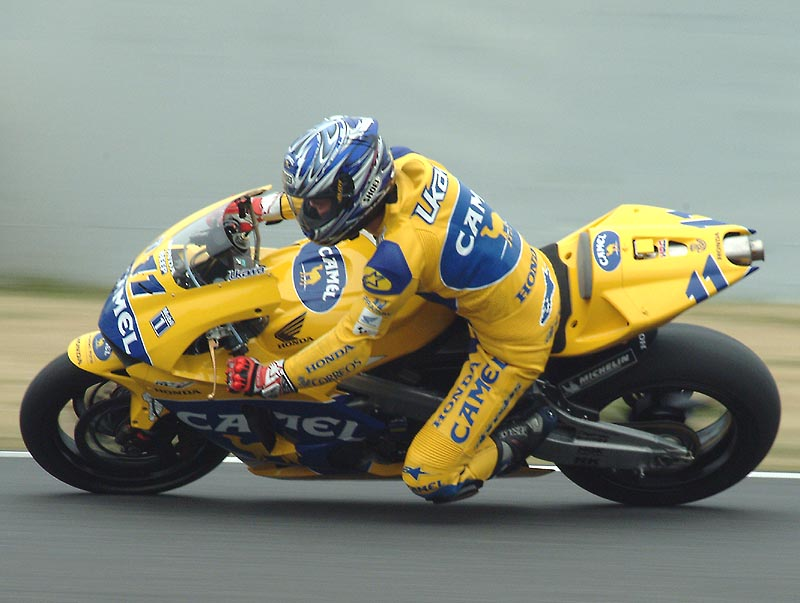
Торю Укава, Гран-при Японии 2003 года

Обычные мотоциклы ограничены в применении незащищённостью водителя и пассажира от погодных условий (необходима специальная одежда) и неустойчивого движения на снежном и ледовом покрове дорог (кроме оборудованных коляской). Минимальные требования экипировки мотоциклиста — мотоциклетный шлем. Для всех типов мотоциклов существует своя защитная экипировка, изготовленная с учётом условий езды — для трека, асфальта и грунта, и сильно отличающаяся друг от друга. Но следует помнить, что экипировка в основном защищает от травм при скольжении по асфальту или грунту, и предшествующего об него удара, но не при прямом столкновении.

### Мотоэкипировка
Трековая экипировка
Для езды по треку (участия в мотогонках) многие мировые производители разрабатывают специальную защитную одежду. В первую очередь — это специальные шлемы, рассчитанные на максимальную защиту головы пилота от удара об асфальт или ограждение. Их производят японские фирмы Shoei и Arai, итальянские AGV, Nolan, Dainese, Suomy и некоторые другие. Также пилоты для езды используют специальную кожаную одежду — цельный комбинезон с жёсткой вставкой на спине — «аэрогорбом», жёсткими вставками на плечах и локтях, коленях и специальными накладками — «слайдерами» — на наружной поверхности коленей, он есть в гамме многих фирм. Для езды по треку ведущие производители мотообуви — Dainese, Gaerne, Alpinestars, Sidi и др. — проектируют специальные модели, обладающие высокой степенью защиты от удара и стирания об асфальт, делаются также специальные перчатки. Всё вместе спасает пилота от скольжения по асфальту и от контакта с препятствиями, но всё равно случаи тяжёлых травм или гибели не редки, поскольку от удара о препятствие на скорости более 200 км/ч. не спасёт никакая защита.
Дорожная экипировка

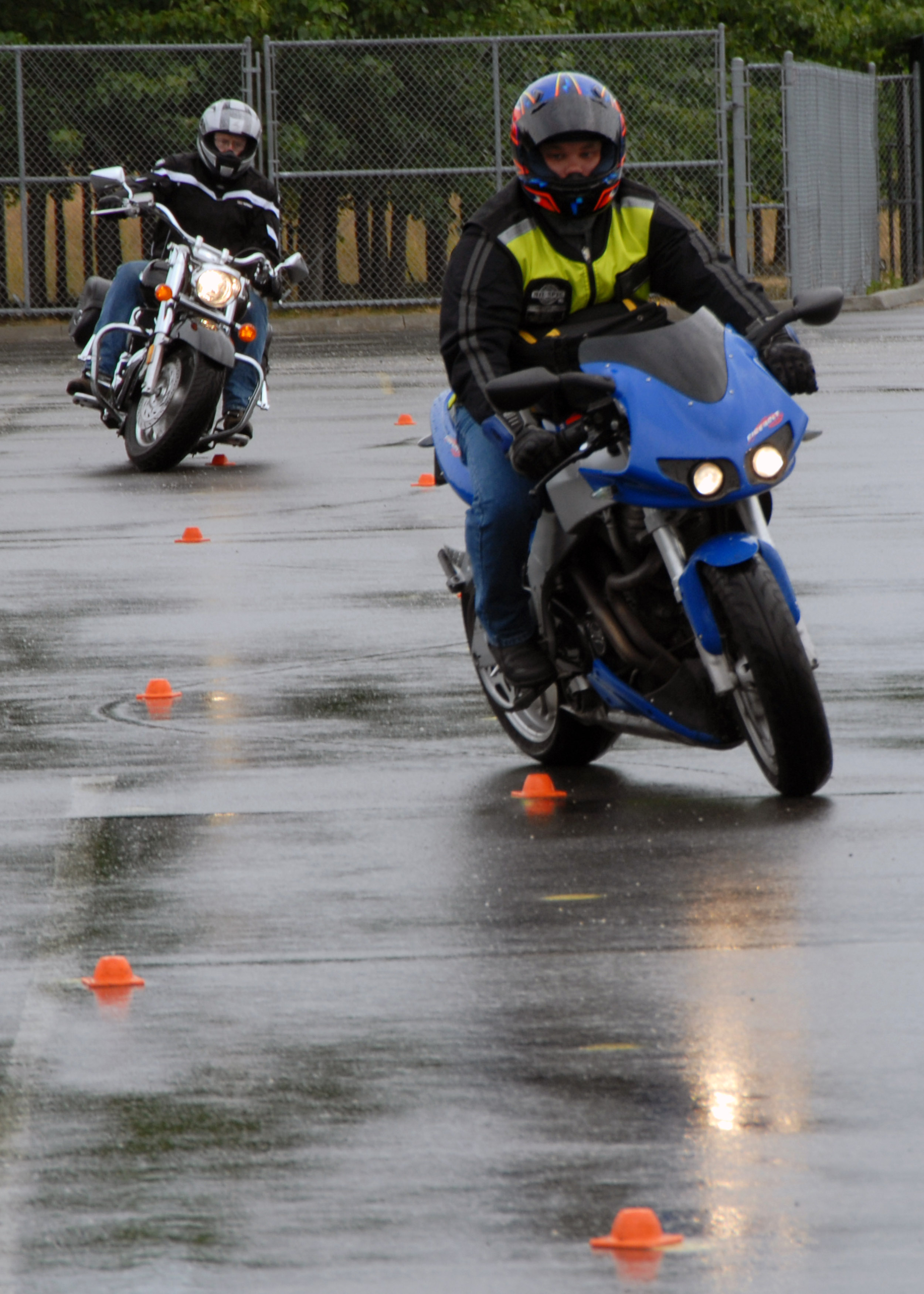
Обучение в мотошколе

Задача дорожной экипировки — сохранение высоких защитных свойств при максимальном удобстве для пользователя. Поэтому здесь применяются передовые технологии в области туризма, а именно одежда с мембранными покрытиями, кевларовыми вставками и так далее. Кожаная мотоодежда выполняется в виде раздельного мотокомбинезона, текстильная — в виде костюма с возможностью соединения куртки и штанов, обувь выполняется более удобной, а шлем не только защищает, но и имеет приличную шумоизоляцию. Количество производителей дорожной мотоэкипировки велико и исчисляется сотнями, все ведущие производители мотоэкипировки в основном производят дорожную экипировку. Она хорошо защищает от удара об асфальт при падении и от стирания об асфальт, но спасает далеко не всегда.
Внедорожная экипировка

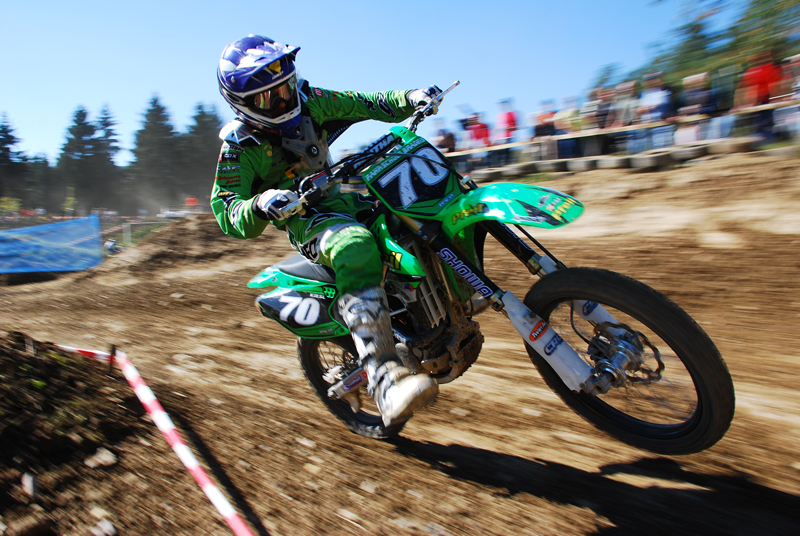
Мотокросс

Экипировка для мотокросса представляет собой отдельную область, где есть свои правила и производители. Так как здесь отсутствует асфальт и исключено стирание об него, большая часть экипировки (кроме обуви) делается из текстиля. С другой стороны, падения в мотокроссе происходят куда чаще, поэтому экипировка максимально ориентирована на защиту от контакта с грунтом. А вот руки защищены слабее — чтобы не стеснять пилота. В итоге даже после самых головоломных падений пилот остаётся целым.
- Шлем делается без стекла — оно не выдержит падения, и кроме того во время соревнований оно быстро запачкается грязью, ослепив пилота, для предотвращения этого есть специальные мотоочки. Защита челюсти в шлеме сделана так, чтобы даже если пилот упадёт лицом на грунт — он ничего себе не повредит.
- Мотоочки;
- Защита для тела — представляет собой жёсткий панцирь с защитой ключиц, которые легко сломать при неудачном падении.
- Поясничный пояс;
- Наколенники — самые надёжные шарнирные.
- Мотоботы или мотокроссовые жёсткие сапоги, сделанные специально для защиты ноги от падения на неё мотоцикла.
- Джерси и брюки;
- Перчатки

## Мотоциклы в странах СНГ
В СССР производство мотоциклов было хорошо налажено. В России главными центрами мотостроения в 1980—1990 годах были Ижевск (мотоциклы «Иж»), Ирбит с мотоциклами «Урал», Ковров (Завод им. Дегтярёва) с мотоциклами «Восход» и ТМЗ (Тула) с мотоциклами ТМЗ-5.951, ТМЗ-5.952 и мотороллерами «Тула», «Тулица», «Турист» и «Муравей». В Кировской области на ВПМЗ производились мотороллеры «Вятка» и «Электрон»;
в БССР работал Минский мотоциклетно-велосипедный завод, выпускавший мотоциклы «Минск»,
в УССР функционировали Киевский мотоциклетный завод с мотоциклами «Днепр» и Львовский мотоциклетный завод с мопедами «Верховина», позднее — мокиками «Карпаты»;
рижский завод «Саркана Звайзгне» в Прибалтике выпускал мопеды «Рига» и «Дельта».
Кроме них, на моторынке ССР присутствовали чешские мотоциклы Jawa (Ява).
Распад СССР открыл доступ на рынок импортной мототехнике разных ценовых категорий. На прекращение массового производства на мотозаводах стран СНГ и закрытие или перепрофилирование большинства из них мог повлиять и экономический кризис.
Ситуация начала изменяться после 2000 года, когда рост экономики сделал возможным появление спроса на недорогую мототехнику, который не мог быть удовлетворён импортом из Японии и Европы. Однако модернизация и обновление производственного оборудования не могли быть проведены без правительственной поддержки; возможно, это послужило одной из причин, по которым ни один завод СНГ не смог переключиться на производство современной мототехники собственной разработки. Частичным выходом из положения стало освоение отвёрточной сборки китайской мототехники (в особенности — мотороллеров и квадроциклов). На начало 2010-х единственным отечественным мотопроизводителем оригинальной продукции (мотоциклы «Урал») можно было считать лишь Ирбитский мотоциклетный завод, производивший в год не более тысячи мотоциклов «тяжёлого класса» (по классификации СССР), из которых 90 % оснащалось колясками.

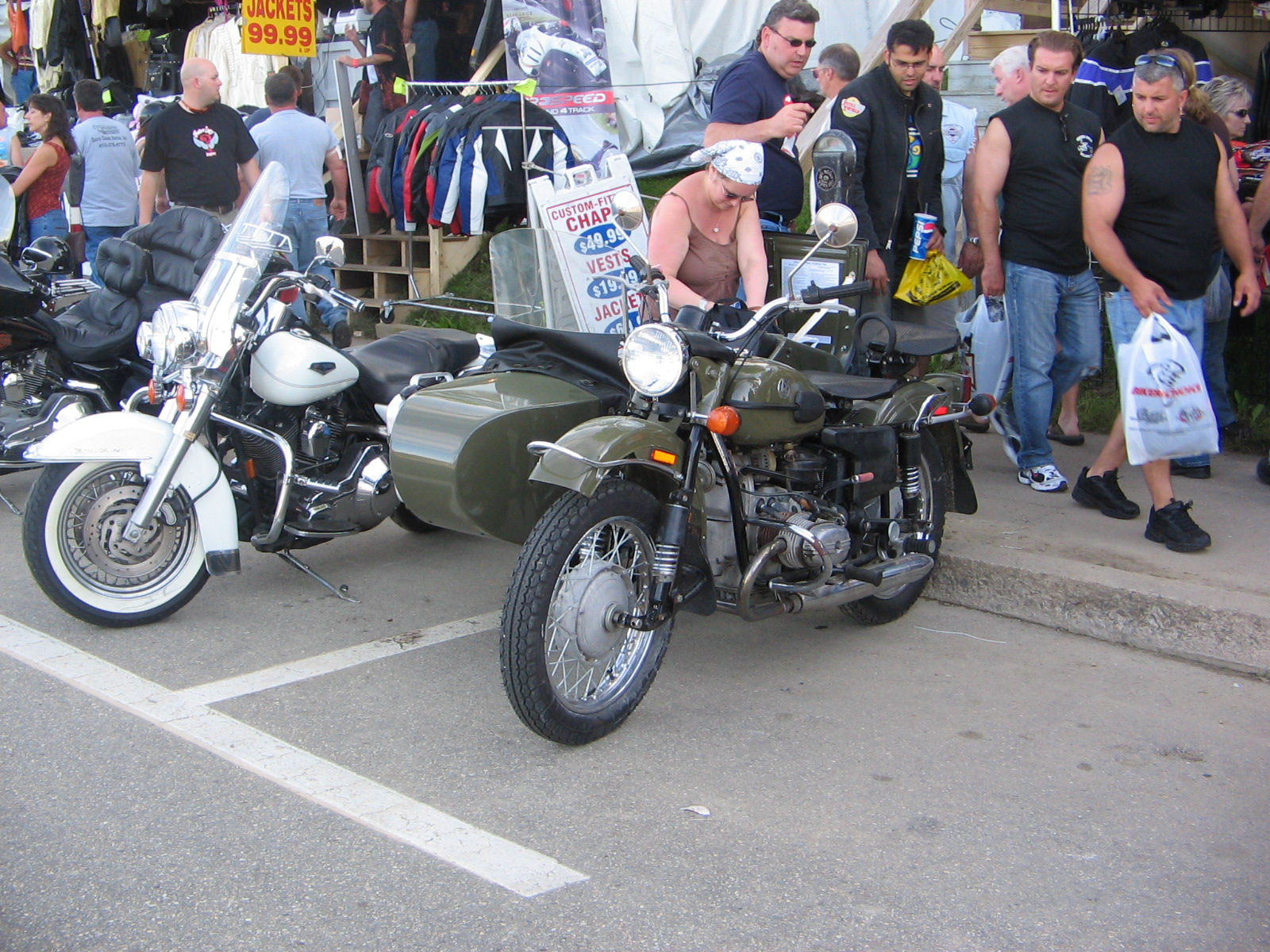
Урал Турист
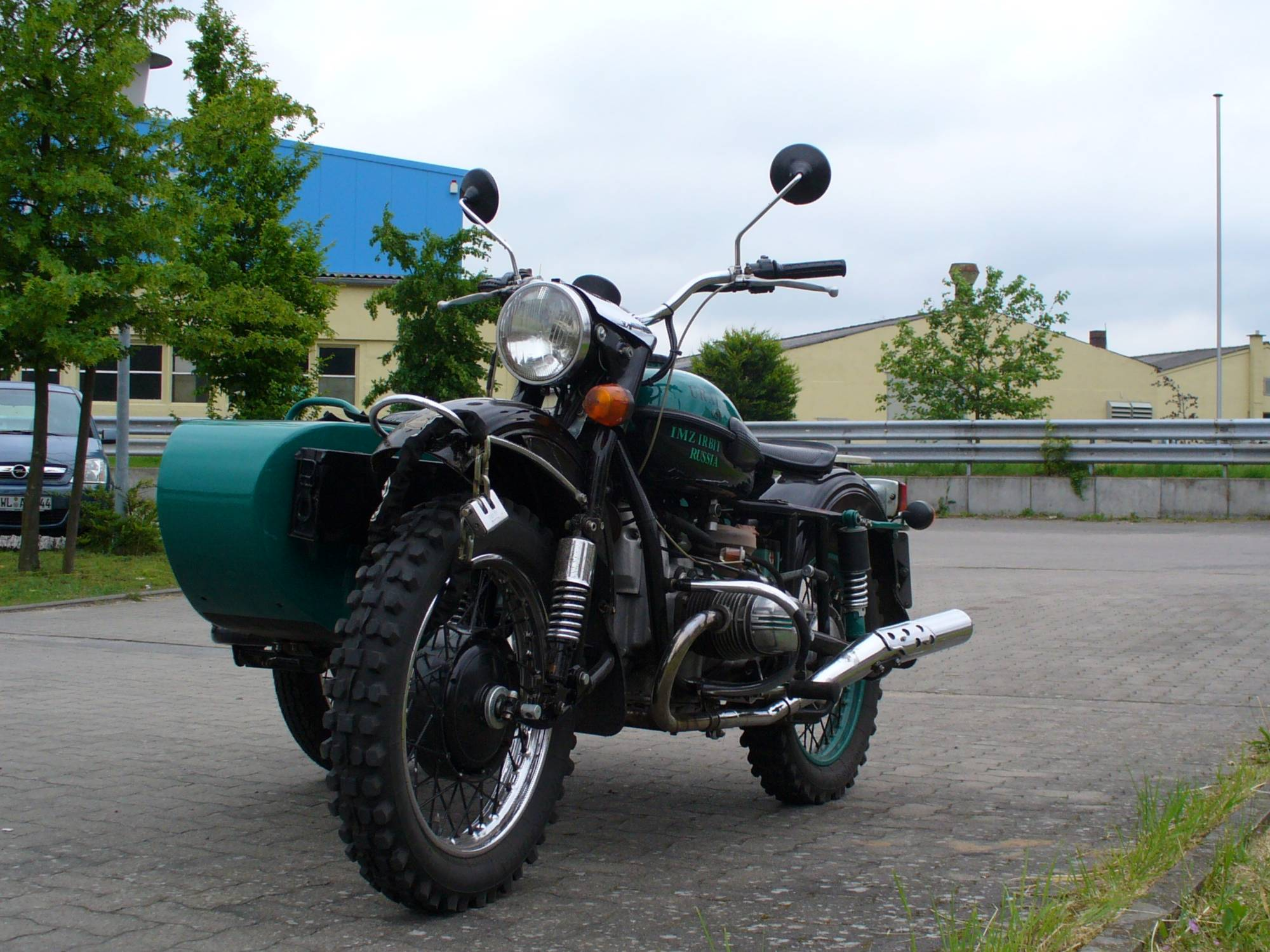
Урал Gear-UP
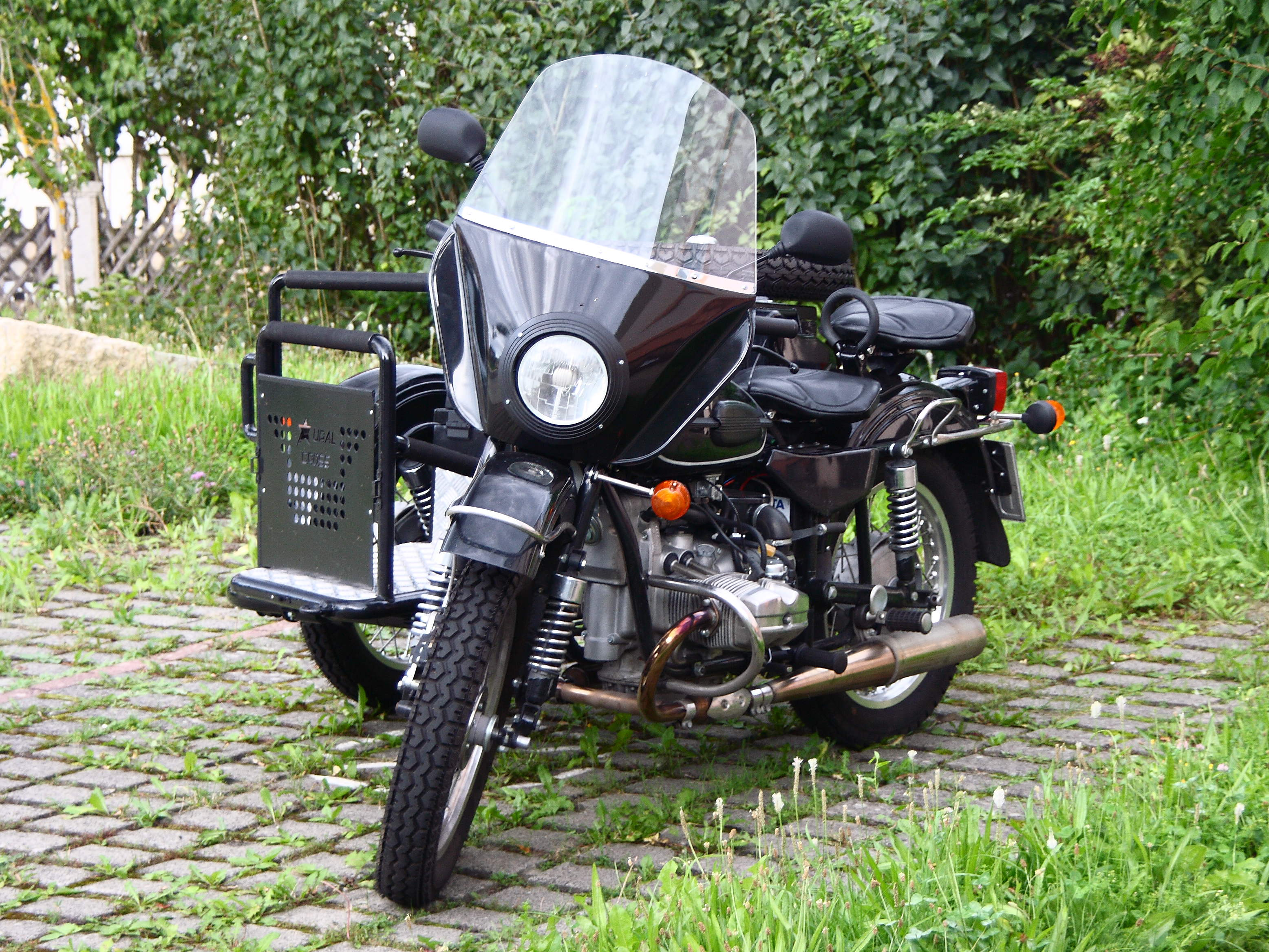
Урал Кросс Турист

Ирбитский мотоциклетный завод продолжает производить мотоциклы «Урал», расширив модельный ряд за счёт модификаций базовой модели. Производство (до 98 % от объёма) в последние годы ориентировано практически только на любителей ретро-классики в странах дальнего зарубежья: США (до 90 % экспорта), Англии, Швеции, Японии и т. д. Мотоциклы «Урал» собираются квалифицированными рабочими из иностранных запчастей; из-за малого объёма производства (70-80 ед. в месяц) для производства мотоциклов используется большое количество ручного труда, поэтому их официальная цена близка к ценам на большие — по кубатуре и мощности — японские мотоциклы аналогичного уровня качества. Возможно, из-за наличия на вторичном рынке большого количества мотоциклов «Урал» с большим объёмом «тюнинга» (и при этом по ценам в 10 и более раз ниже новых), из-за качества мотоциклов, собранных в 90-е годы, и отношения владельцев к технике в России мотоциклы данной марки спросом практически не пользуются.
Ижевский мотозавод (ИЖмото) в свете того, что их продукция вызывала немного интереса даже у любителей ретро-техники, пытался наладить выпуск более современных моделей. В период 1996—2000 годов появилась новая модель — мотоцикл «Иж 6.113-05 Юнкер» в стиле чоппер с двигателем жидкостного охлаждения. Московский мотовзвод ГИБДД в целях поддержки отечественного производителя несколько лет эксплуатировал партию мотоциклов «Иж Юнкер» в специальном исполнении для дорожно-патрульной службы. По различным причинам руководство ГИБДД отказалось от продолжения закупок мотоциклов марки ИЖ. Завод пытался сотрудничать с австрийской компанией Rotax; ими был создан прототип мотоцикла PS-650 Rotax с 650-кубовым 1-цилиндровым двигателем жидкостного охлаждения, но в серию модель не пошла. В связи с долговыми обязательствами завод ИЖмото в 2008 году законсервировали на неопределённый срок, а большую часть оборудования распродали. Мощности завода с 1992 года находятся в управлении ОАО «Ижевский мотозавод „Аксион холдинг“» и производят товары для оборонной промышленности, медицинское оборудование и т. д.
Одновременно с процессом сворачивания деятельности ИЖмото группой его бывших инженеров в Ижевске было организовано ООО «Версия», заявившее о сборке мотоциклов (в основном — из китайских комплектующих) под маркой Forsage. В составе модельного ряда были анонсированы два 660-кубовых мотоцикла двойного назначения: Forsage 660 Supermoto и Forsage 660 Enduro на единой ходовой части с 660-кубовым одноцилиндровым мотором мощностью 45 л. с. (копия двигателя Yamaha XT-660), которые различаются лишь размерами колёс и типом шин. В модельный ряд включены и более лёгкие мотоциклы двойного назначения Forsage 300 Enduro и Forsage 300 Supercross с 300-кубовыми четырёхтактными моторами, передними вилками перевёрнутого типа и дисковыми тормозами обоих колёс, а также мотард Forsage 300 Supermoto на 17-дюймовых колёсах, отличающийся от мотоциклов двойного назначения щитком со сдвоенными фарами. Кроме того, в модельном ряде есть классического вида дорожный мотоцикл Forsage 200, оснащённый четырёхтактным двигателем и представляющий собой копию Yamaha YBR-125 (аналогичный мотоцикл выпускается компанией «Baltmotors»). У этого производителя также есть серия эндуро, мотардов и кроссовых мотоциклов с 4-тактными двигателями воздушного охлаждения объёмом 110, 150 и 160 см³, и итальянскими 2-тактными двигателями Moto Morini жидкостного охлаждения объёмом 50 и 65 см³.

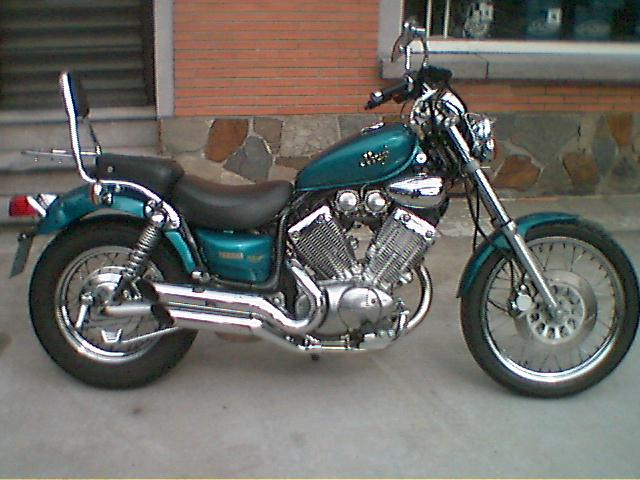
Yamaha XV-400 Virago

Ковровский Завод имени Дегтярёва сегодня производит преимущественно оборонную продукцию, а также мотопродукцию, товары народного потребления, упаковочные автоматы и швейные промышленные машины. Мотопродукция собственной разработки, включая мопеды «Пилот» и «Курьер» и мотоцикл «Сова», в результате сотрудничества с китайским концерном Lifan получила китайские 4-тактные двигатели. Кроме того, на ЗиДе была освоена отвёрточная сборка другой мотопродукции Lifan — мотороллеров, квадроциклов «Бархан» и малокубатурных мотоциклов. Наиболее интересным в этой гамме является ЗиД-LIFAN LF400 — копия Yamaha XV-400 Virago выпуска первой половины 1990-х годов.
В 2004 году Калининградской компанией «Балтмоторс» было запущено первое в России сборочное производство мотоциклов и другой мототехники. С конвейера завода Baltmotors ежегодно сходит до 10 тысяч единиц мототехники, в основном квадроциклы (Jumbo 700, MBX, Jam, Junior), также мотоциклы (Classic, Street, Enduro, Motard). В 2013 году  компания Baltmotors вышла на российский рынок снегоходной техники, представив мотобуксировщики Baltmotors Barboss.
Минский мотоциклетно-велосипедный завод имел статус предприятия национального значения и поддержку со стороны правительства. Было налажено сотрудничество с китайскими производителями комплектующих, и в итоге (помимо 125-кубовых 2-тактных моторов) на минские мотоциклы ставят 200 и 250-кубовые 1-цилиндровые 4-тактные китайские двигатели. Модельный ряд, помимо классических моделей, включает в себя популярные модели китайского мотопрома — малокубатурные эндуро, стритфайтеры, мотарды под маркой Megelli. Также белорусы сотрудничали с итальянцами по части сборки своего мотоцикла из импортных комплектующих (амортизаторы Marzocchi и т. д.), но конечная цена таких изделий была столь высока, что не вызывала серьёзного спроса. Без интереса был встречен и 500-кубовый 2-цилиндровый стритфайтер в классическом английском стиле. Предприятие было преобразовано в ОАО «Мотовело», в августе 2007 года продано австрийской фирме ATEC Holding GmbH, которая обязалась сохранить специализацию «Мотовело» и его коллектив. В течение нескольких лет производство было практически прекращено. Лишь в 2011 возобновлено производство 200 и 250-кубовых мотоциклов, а в начале 2012 г. начата сборка квадроциклов.
Киевский мотоциклетный завод не обновлял производство; он продолжает изготавливать «Днепры» и запчасти к ним. Качество запчастей и хозяйственная деятельность руководства завода, возможно, явилось причиной его банкротства; заводские мощности были разделены и распроданы. Сегодня примерно половина производственных площадей завода переданы в другие руки.
Мотопроизводство в странах СНГ переживает период становления, который поддерживается правительствами путём увеличения таможенных ставок на импорт.

## Причины аварии и гибели мотоциклистов
- Выезд в состоянии алкогольного или наркотического опьянения.
- Отсутствие на голове мотошлема.
- Падение с большой высоты.
- Превышение скорости.
- Столкновение с автомобилями.
- Езда без включенных фар и фонарей в тёмное время суток.
- Пренебрежение водителей автомобилей по отношению к мотоциклистам. Преднамеренное создание аварийной ситуации.

## В филателии

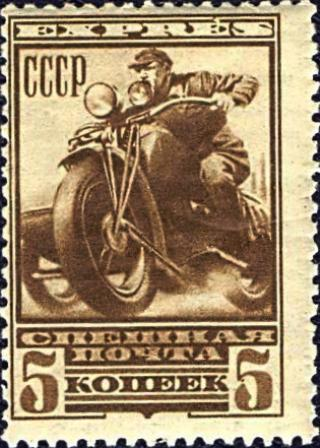
Почтовая марка, 1932 года. Спешная почта: почтовый мотоцикл
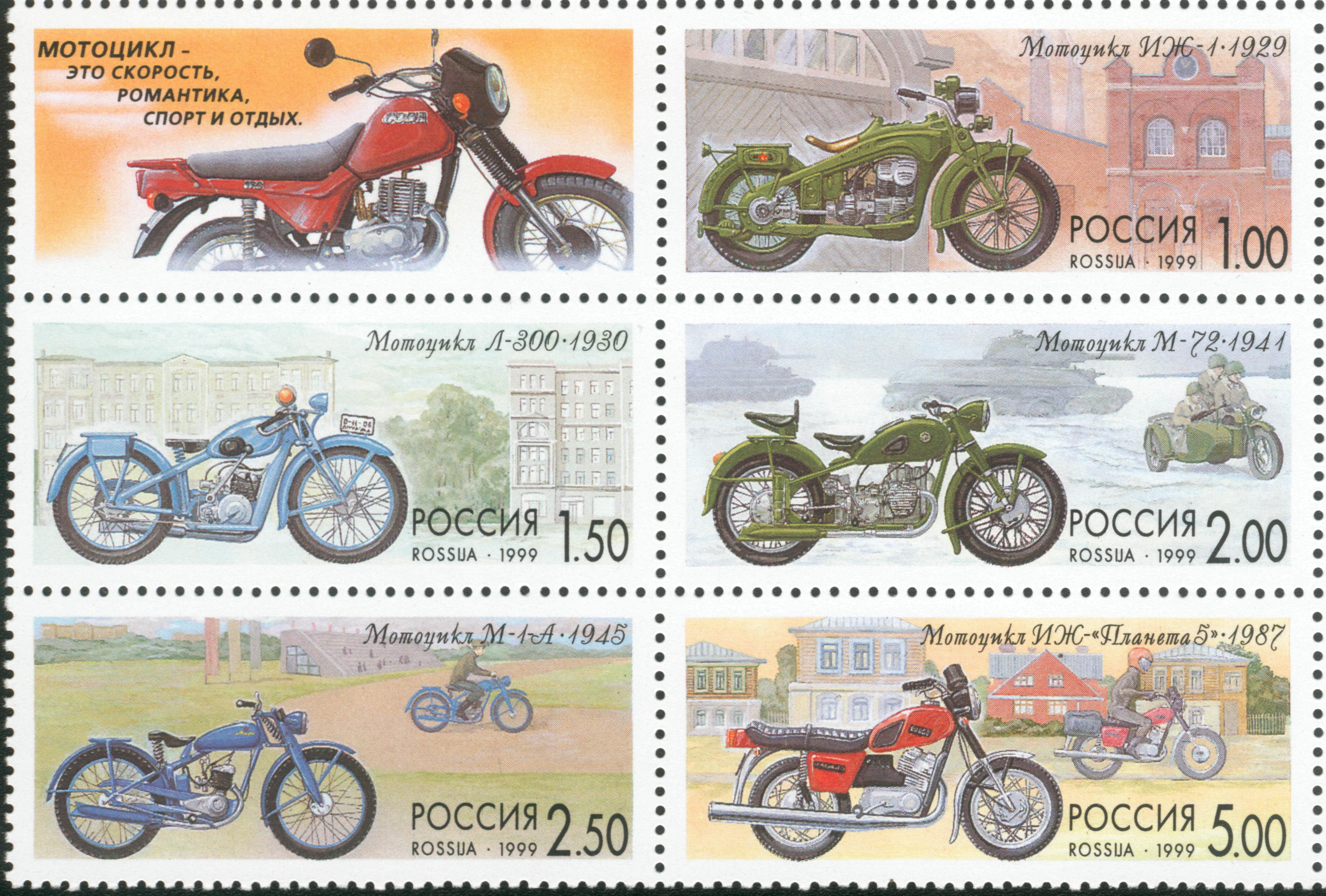
Советские мотоциклы на марочном листе 1999 г.